# Bataille des Pays-Bas
 (août 2023).
Seconde Guerre mondiale
Batailles
Bataille des Pays-Bas
- Plan jaune
- Bataille de Maastricht
- Bataille de La Haye
- Bataille de Grebbeberg
- Bataille de l'Afsluitdijk
- Bombardement de Rotterdam

Bataille de France et Campagne des 18 jours
Front d’Europe de l’ouest
La bataille des Pays-Bas (en néerlandais Slag om Nederland) est une opération militaire prévue dans le cas jaune (en allemand Fall Gelb), qui désigne l'invasion allemande de la région des Pays-Bas (Belgique, Luxembourg et Pays-Bas) et de la France pendant la Seconde Guerre mondiale.
L'invasion commence le 10 mai 1940 et prend fin avec la capitulation des forces néerlandaises le 14 mai. Les troupes néerlandaises de la province de Zélande continuent de résister aux forces allemandes jusqu'au 17 mai, date à laquelle la Wehrmacht réalise la complète occupation militaire du pays. La bataille des Pays-Bas voit l'une des premières utilisations à grande échelle de forces aéroportées pour s'emparer d'objectifs stratégiques avant l'arrivée des unités terrestres sur la zone. La Luftwaffe dépose par avion et hydravion des troupes légères autour de plusieurs bases aériennes néerlandaises importantes à proximité de villes majeures telles que Rotterdam et La Haye ; le succès est incomplet mais contribue à désorganiser les forces néerlandaises tandis que le gros des forces allemandes, bien équipé en blindés, enfonce en quelques jours les lignes de défense terrestres. Le déploiement de la 7e armée française dans le sud du pays (manœuvre Dyle-Breda) est trop tardif pour arrêter l'offensive allemande.
La bataille prend fin après le bombardement de Rotterdam par la Luftwaffe, qui cause la destruction d'une grande partie du centre-ville et de nombreux morts. Les Allemands menacent de bombarder d'autres grandes villes en cas de refus de capitulation des Néerlandais. L'état-major néerlandais, conscient de son incapacité à mettre un terme aux bombardements, décide donc de capituler pour éviter la destruction d'autres villes du pays et de nouvelles victimes. La famille royale, le gouvernement et la Marine royale néerlandaise évacuent le pays pour continuer la lutte aux côtés du Royaume-Uni.

## Contexte: une neutralité précaire

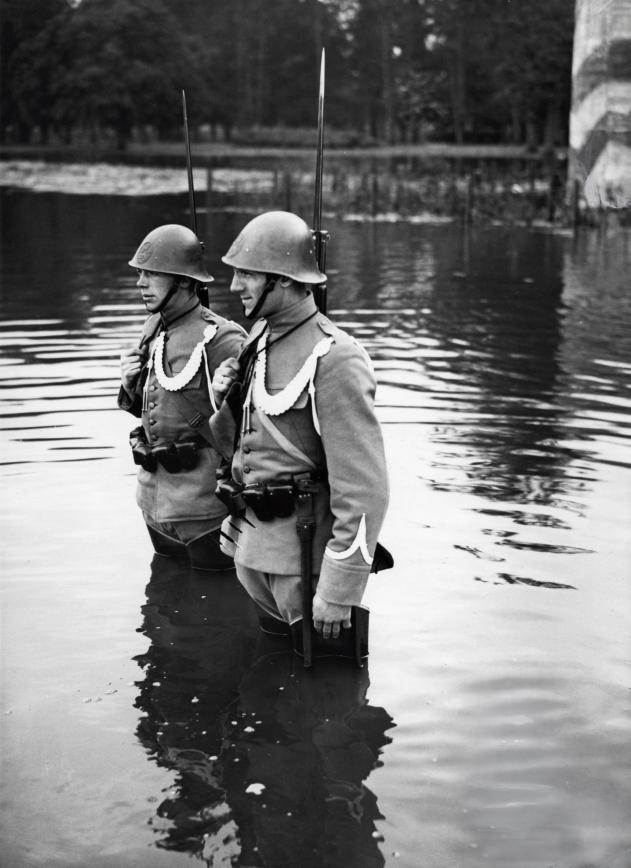
Soldats néerlandais veillant dans un fleuve, en novembre 1939.

Lors de la Première Guerre mondiale, les Pays-Bas avaient adopté une position de neutralité fortement armée tout en accueillant des réfugiés belges. Les Pays-Bas et l'Allemagne n'avaient pas connu de menace de conflit depuis l'unification allemande en 1871 même si en 1916, sous la pression de l'Entente, les Pays-Bas avaient dû se joindre au blocus de l'Allemagne. À la fin du premier conflit mondial, les Pays-Bas avaient donné l'asile à l'ex-empereur allemand Guillaume II et refusé de le livrer aux forces alliées, le logeant dans la Huis Doorn (nl), où il vécut jusqu'à sa mort en 1941. Pendant l'entre-deux-guerres, les Pays-Bas avaient été un des plus zélés soutiens de la politique de paix de la Société des Nations ; La Haye était devenue le siège de la Fondation Carnegie et d'institutions internationales comme la Cour internationale de justice. L'industrie néerlandaise avait marginalement contribué au réarmement allemand sous la république de Weimar : en 1924, la firme Fokker, expatriée d'Allemagne aux Pays-Bas, lui avait vendu une centaine d'avions et contribué à l'entraînement de ses pilotes.
Quand Hitler arrive au pouvoir en 1933, les Néerlandais commencent à se réarmer, mais beaucoup plus lentement que les autres nations. Les gouvernements néerlandais successifs ne voient alors pas l'Allemagne nazie comme une menace. Cette décision est motivée par le désir notamment de ne pas se mettre à dos l'Allemagne, important partenaire commercial. Le réarmement est ralenti par une politique budgétaire stricte, due au fait que le gouvernement conservateur néerlandais tente en vain de lutter contre la Grande Dépression qui touche durement la société néerlandaise. Les Néerlandais sont aussi victimes de leur perfectionnisme : ils mettent près d'un an à tester trois obusiers avant de se décider pour le Bofors, dix mois pour commander des canons Krupp qui d'ailleurs n'arriveront pas ; ils refusent le chasseur britannique Hawker Hurricane qui ne répond pas à leur niveau d'exigence.
Le Royaume-Uni et la France déclarent la guerre à l'Allemagne en septembre 1939, après l'invasion de la Pologne, mais aucune opération terrestre en Europe de l'Ouest n'était en cours lors de la « drôle de guerre », quand les Alliés constituaient leurs forces, en se préparant à une longue guerre (comme lors de la Première Guerre mondiale), pendant que les Allemands terminaient leur conquête de la Pologne et, au printemps suivant, celle du Danemark et de la Norvège. Le 9 octobre 1939, Adolf Hitler ordonne de préparer des plans pour une invasion des Pays-Bas, en vue de les utiliser comme une base d'attaque, notamment vers la Grande-Bretagne. Il veut également anticiper une attaque venant des alliés, menaçant directement l'importante région de la Ruhr.

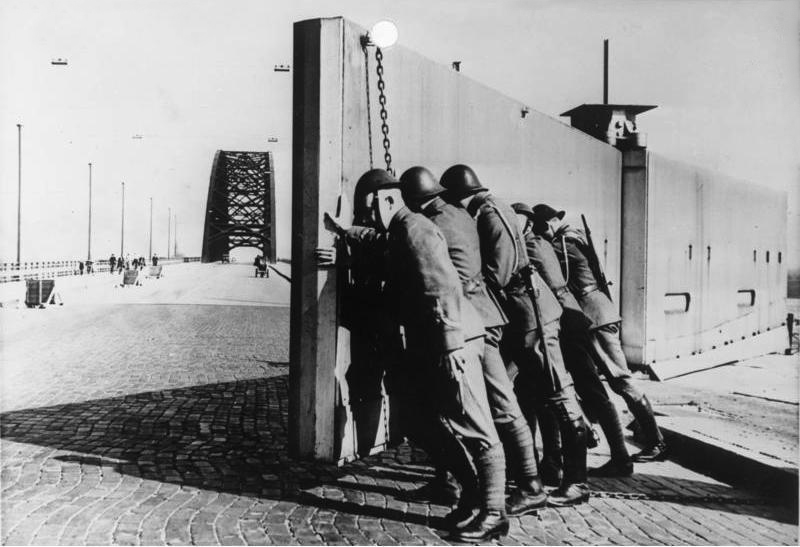
Des soldats néerlandais ferment la porte blindée du pont Waal de Nimègue.

Après le déclenchement du conflit en Europe, les Pays-Bas espèrent encore rester neutres comme ils l'avaient fait 25 ans plus tôt. Le major général Johan Willem van Oorschot (nl), chef du renseignement, prévoit que les Allemands envahiront le pays tôt ou tard mais la plupart des membres du cabinet refusent toute perspective d'entrée en guerre et songent même à opposer une résistance armée aux Alliés s'ils cherchaient à se déployer sur leur territoire. Pour assurer cette neutralité, l'armée néerlandaise est mobilisée à partir du 24 août 1938 et un budget de 900 millions de florins est débloqué pour rééquiper les forces armées mais il s'avère très difficile d'obtenir le matériel nécessaire en temps de guerre, d'autant que les Pays-Bas commandent jusqu'alors une grande partie de leurs nouveaux équipements à l'Allemagne. Plusieurs historiens s'interrogent sur les raisons qui contribuent au choix de l'Allemagne comme fournisseur alors que des pays neutres comme les États-Unis, la Suisse, ou encore la Suède, auraient pu équiper l'armée néerlandaise. La position stratégique des Pays-Bas fait du pays un objectif logique des plans belliqueux allemands afin d'affirmer la domination du Troisième Reich sur l'Europe occidentale. Les alliés tentent de les convaincre de ne pas attendre l'inévitable attaque allemande mais de se joindre à eux durant la drôle de guerre. La Belgique et les Pays-Bas refusent tous deux, préférant rester neutres jusqu'au dernier moment, même lorsque les plans de l'offensive allemande tombent entre les mains des autorités belges quand un avion allemand s'écrase à Mechelen en Belgique le 10 janvier 1940.
La France et le Royaume-Uni respectent cette position de neutralité bien qu'ils espèrent un changement d'avis en leur faveur en prévision des grandes offensives alliées prévues pour l'été 1941. Après l'invasion allemande de la Norvège et du Danemark (sans déclaration de guerre), il devient clair pour les Néerlandais que rester à l'écart du conflit devient quasi impossible. Ces derniers commencent alors (trop tardivement) à se préparer sérieusement pour la guerre, par la prise de contre-mesures au sujet d'une possible attaque aéroportée allemande. Cependant, la plupart des civils se nourrissent de l'illusion que leur pays pourrait être épargné. L'attitude de la population néerlandaise et de ses dirigeants peut sembler extrêmement naïve mais le but est de rester à tout prix à l'extérieur d'une guerre afin de préserver les Pays-Bas des maux inhérents à tout conflit (morts militaires et civils, destructions). Les Néerlandais espèrent que la position de neutralité adoptée par leur pays et respectée par les belligérants pendant la Première Guerre mondiale pourrait de nouveau prendre place.

## Les forces néerlandaises

### Un réarmement à l'état d'ébauche

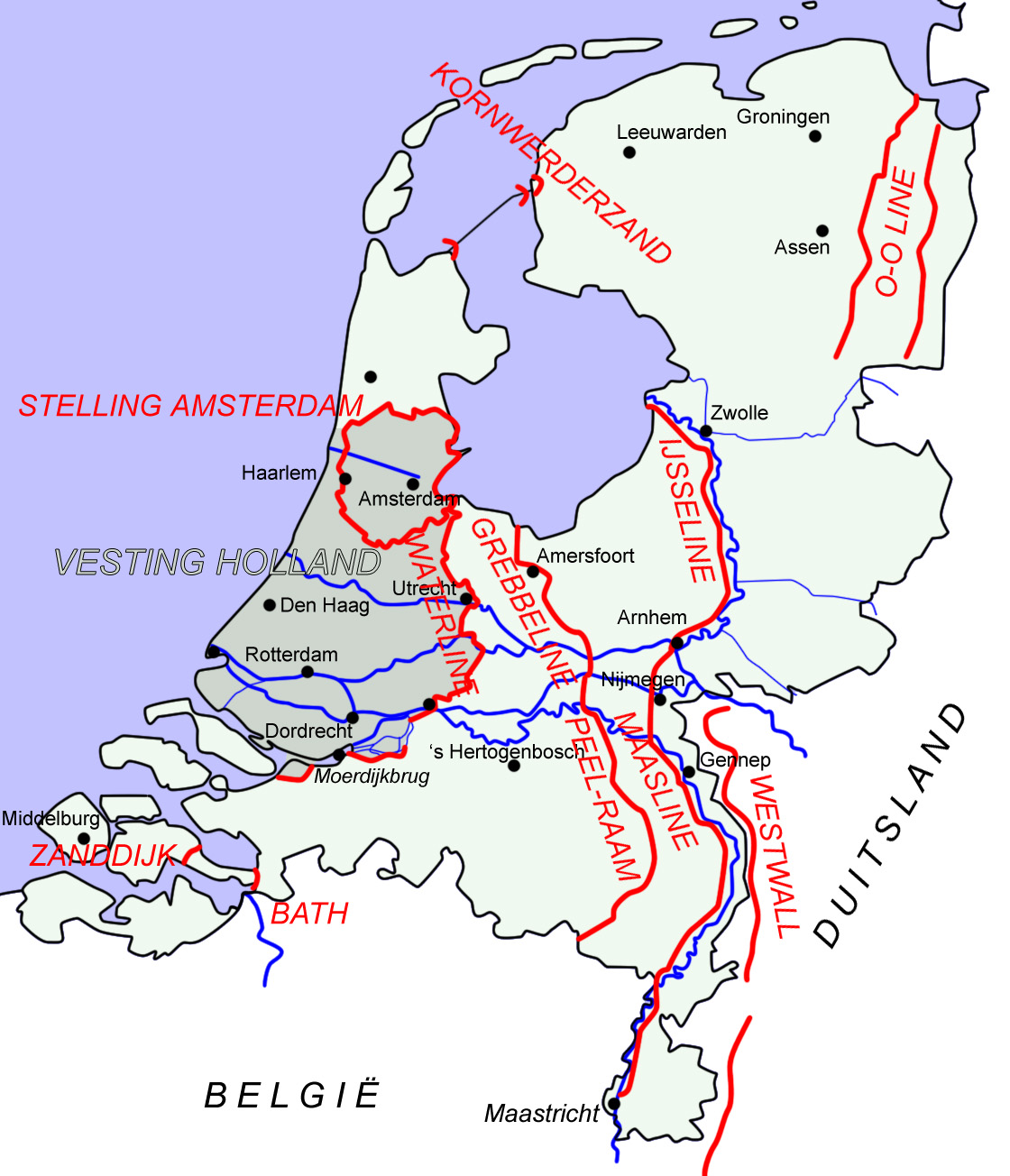
Lignes principales de la défense néerlandaise.

Aux Pays-Bas, presque toutes les conditions matérielles pour une bonne défense étaient présentes : une population dense, jeune, disciplinée et bien éduquée, une géographie favorisant le défenseur et une forte base technologique et industrielle, dont une partie non négligeable d'industrie de l'armement qui a été semble-t-il peu sollicitée. Toutefois, celles-ci n'ont pas été exploitées, alors que la Wehrmacht avait encore de nombreuses lacunes dans son équipement et sa formation. L'avantage de l'équipement allemand sur l'adversaire est très relatif lors de la bataille de France de mai-juin 1940 où les Français et Britanniques disposent d'une part d'armement moderne, performant mais mal utilisé ; il est une réalité manifeste dans le cas de la bataille des Pays-Bas. L'armée allemande, à la pointe de la modernité, engage des divisions blindées, des bombardiers en piqué (comme le Stuka) et des forces aéroportées tandis que l'armée néerlandaise ne dispose que d'un seul char (un Renault FT français non-opérationnel), 39 véhicules blindés et cinq chenillettes, avec une armée de l'air composée en majeure partie de biplans et une infanterie armée de fusils à verrou Steyr-Mannlicher M1895 fabriqués avant la Grande Guerre. L'attitude du gouvernement néerlandais à l'égard de la guerre se reflète dans l'état des forces armées du pays qui n'avaient pas été correctement réarmées depuis 1904.
Les Néerlandais connaissaient des pénuries d'équipement si grandes qu'elles limitaient la création du nombre de grandes unités : il y avait juste assez d'artillerie pour permettre la formation de huit divisions d'infanterie (numérotées de 1 à 8, combinées en quatre corps d'armée), d'une division légère (c'est-à-dire motorisée, 1re division légère), quatre divisions de réserve (A, B, G et Peel) auxquelles s'ajoute une brigade du génie militaire et une brigade de défense contre avions soit un total de 270 000 hommes.
En dehors de deux brigades (brigades A et B), toutes les autres troupes sont levées comme infanterie légère dans des « bataillons des frontières », en fait dispersés sur tout le territoire pour retarder les mouvements de l'ennemi. Ils font usage de nombreuses lignes de casemates sans aucune profondeur. De vraies forteresses modernes comme le fort d'Eben Emael en Belgique sont inexistantes à l'exception de celles de Kornwerderzand à l'entrée de l'IJsselmeer. En comparaison, la Belgique, malgré une petite base de main-d'œuvre, aligne 22 divisions.
Après septembre 1939, des efforts désespérés ont été faits pour améliorer la situation mais avec très peu de résultats. L'Allemagne, pour des raisons évidentes, retarde ses livraisons, la France hésite à équiper une armée sans savoir si elle va pencher de son côté et une source abondante d'armes disponible, l'Union soviétique, est inaccessible puisque les Néerlandais ne reconnaissent pas le régime communiste.

### Blindés, artillerie et infanterie
Le 10 mai, la plus évidente lacune de l'armée néerlandaise réside dans son manque de blindés. Alors que les autres principaux belligérants avaient tous une force blindée, les Pays-Bas n'ont pas été en mesure d'obtenir un minimum de 140 chars modernes qu'on trouvait nécessaire. Le seul char (un Renault FT livré en 1927) n'avait qu'un seul conducteur dont l'entraînement se bornait à essayer d'éviter les obstacles antichars. Il y avait deux escadrons de véhicules blindés, chacun avec une douzaine de véhicules Landsverk (nl) ; une douzaine de voitures DAF M39 étaient en train d'être équipées d'armement. Un peloton de cinq chenillettes Carden-Loyd Mark VI utilisées par l'artillerie complétait la liste des blindés néerlandais. À défaut d'une force blindée, finalement d'utilité modeste dans une stratégie défensive, l'armée aligne près de 400 canons antichars modernes.

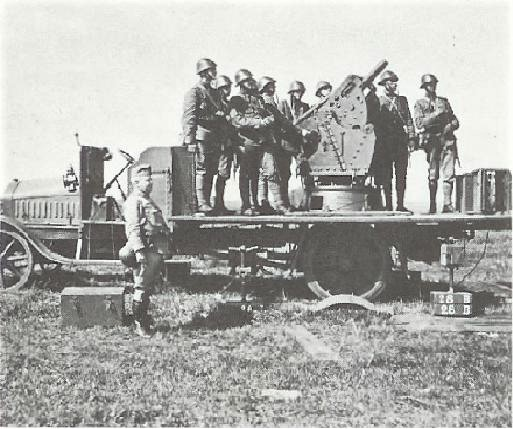
Canon anti-aérien mobile néerlandais.

Les Néerlandais utilisaient 38 types différents de pièces d'artillerie, au total 676 obusiers et canons de campagne : 310 canons de campagne Krupp de 75 mm, en partie produits sous licence, 52 obusiers Bofors de 105 mm (les seules pièces modernes), 144 canons obsolètes Krupp de 125 mm ; 40 FH13 de 150 mm ; 72 obusiers Krupp L/24 et 28 obusiers Vickers de 152 mm L/15. Bon nombre de ceux-ci ne peuvent tirer que des obus à poudre noire, peu efficaces. 386 canons antichars Böhler L/39 de 47 mm étaient disponibles. plus 380 canons de campagne vétustes de modèles 6 cm staal et 8 cm staal (en), étaient affectés dans un même rôle de couverture des forces. Aucune des 220 pièces modernes commandées en Allemagne n'avait été livrée au moment de l'invasion, sans que d'autres fournisseurs, suédois, suisses, par exemple soient sollicités. L'artillerie de campagne était principalement à traction hippomobile.
L'infanterie néerlandaise utilisait environ 2 000 mitrailleuses Schwarzlose M.08 de 6,5 mm, fabriquées en partie sous licence, et de 800 mitrailleuses Vickers. Parce que beaucoup d'entre elles avaient été montées dans des casemates, chaque bataillon avait une mitrailleuse lourde par compagnie de douze, pour ses armes automatiques. Les escouades d'infanterie néerlandaise ont été équipées d'une mitrailleuse légère, la mitrailleuse Lewis M20. Chaque arme avait un chargeur de munitions de 97 cartouches. L'arme était sujette à s'enrayer et n'a pas été très utile dans des opérations offensives. Les divisions allemandes avaient 559 mitrailleuses légères alloués à leurs escouades.
De plus, les Néerlandais avaient six mortiers de 80 mm pour chaque bataillon. Ce manque de puissance de feu, au bas de l'échelon, fut souvent la principale cause des médiocres performances au combat de l'infanterie néerlandaise. L'infanterie n'avait pas assez de grenades à main et la plupart des fusils dataient des années 1890, du modèle Geweer M. 95 (en).
Malgré le fait que les Pays-Bas étaient le siège de Philips, une des premières entreprises mondiales d'électronique, seule l'artillerie disposait de postes de télégraphie sans fil, 225 émetteurs au total : les autres troupes devaient compter sur le téléphone de campagne dont les câbles pouvaient facilement être rendus inutilisable,.
L'armée néerlandaise était non seulement mal équipée mais également mal entraînée. De 1932 à 1936, par mesure d'économie, elle n'avait pas tenu de grandes manœuvres. Avant la guerre, seule une minorité de jeunes hommes admissibles étaient effectivement recrutés. Jusqu'en 1938, les enrôlés servaient pendant 24 semaines, juste assez pour recevoir la formation de base de l'infanterie : la durée du service avait alors été portée à 11 mois. Un exercice de mobilisation de 100 000 hommes avait été mené en avril 1939 après l'occupation allemande de la Tchécoslovaquie. L'encadrement était insuffisant avec seulement 1 206 officiers professionnels en 1940.
Après la mobilisation générale, les préparatifs s'améliorèrent lentement mais l'entraînement au tir était limité par le manque de munitions et les conscrits passaient le plus clair de leur temps à la construction de lignes de défense. Selon ses propres standards, l'armée néerlandaise était inapte au combat en mai 1940 et ne pouvait pas organiser une offensive majeure, et encore moins exécuter des manœuvres militaires.
Alors que de nombreux Néerlandais pratiquaient le cyclisme, bien adapté au plat pays, l'armée ne semble pas avoir pensé à mobiliser les fantassins avec leur bicyclette comme infanterie cycliste, ce qui aurait donné aux forces néerlandaises un facteur de mobilité à bon marché.

### Aviation
La brigade d'aviation de l’armée opérait avec une flotte aérienne de 155 avions : 28 chasseurs lourds bimoteurs Fokker G.I, 31 chasseurs Fokker D.XXI et sept Fokker D.XVII ; dix bombardiers bimoteur Fokker T.V, quinze Fokker C.X et 35 bombardiers léger Fokker C.V, douze bombardiers en piqué Douglas DB 8A-3N américains (voir Northrop A-17) et dix-sept avions de reconnaissance Koolhoven F.K.51. 74 des 155 avions étaient des biplans. 121 de ces appareils sont à la fois dans la force opérationnelle et en réserve. Le restant était affecté à l'école de l'armée de l'air qui utilisait trois Fokker D.XXI, six Fokker D.XVII, un Fokker G.I, un Fokker T.V et sept Fokker C.V, ainsi que plusieurs autres avions de formation. Quarante autres avions servaient au sein de l'aéronavale néerlandaise, dont les hydravions bimoteurs Fokker T.VIII. Cependant, le Fokker D.XXIII n'a jamais dépassé le stade expérimental. Le potentiel des fabricants nationaux Fokker et Koolhoven restait sous-employé faute de moyens budgétaires.

### Un atout sous-employé: la marine

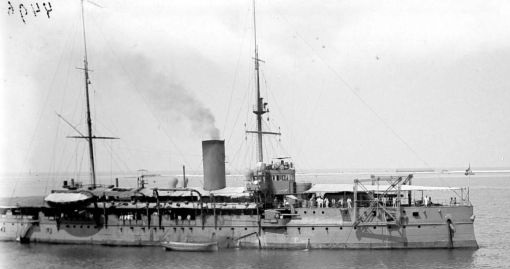
Le HNLMS Hertog Hendrik, croiseur déclassé, en cours de démantèlement en mai 1940, capturé par les Allemands qui le convertissent en batterie anti-aérienne.

La Marine royale néerlandaise, contrairement aux autres branches des forces armées, dispose de moyens puissants et régulièrement mis à jour. Les forces navales et une partie des meilleures unités terrestres sont positionnées dans les Indes orientales néerlandaises (Indonésie) pour faire face à une éventuelle attaque de l'empire du Japon. La Marine royale, sous commandement autonome, n'est pas soumise aux ordres de l'état-major terrestre et ne joue qu'un rôle réduit dans la défense du territoire national : seules quelques petites unités fournissent un appui-feu et un transport de troupes. En revanche, la Marine, depuis le début de 1940, a préparé une coopération tactique avec la Royal Navy ; elle joue un rôle essentiel dans l'évacuation du gouvernement, de l'or de la Banque nationale et d'un certain nombre de services qui permettront aux Pays-Bas de continuer la lutte outre-mer.
La marine marchande, elle aussi, échappera au désastre et jouera un rôle majeur, en particulier les navires de la KPM (en) en Asie du Sud-Est, dans le transport de troupes et de matériel des Alliés.

## Stratégie défensive néerlandaise

### Lignes de défense

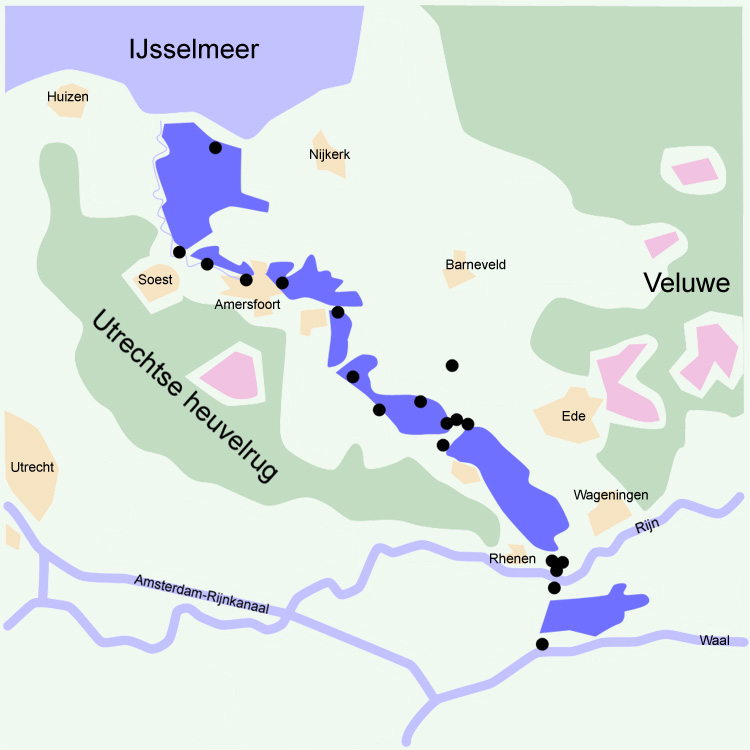
La ligne Grebbe, une ligne de défense avancée de la ligne d'eau néerlandaise, est indiquée en bleu foncé.

À partir du XVIIe siècle, les Pays-Bas créent un système défensif appelé la « ligne d'eau », qui protège toutes les grandes villes de l'Ouest du pays par des inondations de la campagne. À la fin du XIXe siècle, cette ligne fut modernisée avec des forteresses et déplacée quelque peu à l'est, au-delà d'Utrecht : la « nouvelle ligne d'eau ». Quand les fortifications furent dépassées en 1940, elles furent renforcées avec de nouvelles casemates. La ligne fut située à l'extrême pointe orientale, une zone située au-dessous du niveau de la mer. Cela permettait aux terres devant les fortifications d'être inondées facilement de quelques centimètres d'eau, trop peu pour les bateaux, mais assez profond pour transformer le sol en un bourbier impraticable. La zone située à l'ouest de la nouvelle ligne d'eau est appelée Vesting Holland (la « forteresse Hollande »), le flanc est de ce qui est également couvert par le lac IJssel et le flanc sud étaient protégés par trois grandes rivières parallèles : deux affluents du Rhin et de la Meuse. Il fonctionnait comme une « redoute nationale ». Avant la guerre, il fut envisagé de revenir à cette position, presque immédiatement, inspirée par l'espoir que l'Allemagne traverse seulement les provinces du Sud sur route vers la Belgique en laissant le reste des Pays-Bas intouchés. En 1939, il était prévu qu'une telle attitude posait une invitation à l'envahir et qu'il était impossible de négocier avec l'Entente sur une défense commune. De plus, une ligne principale de défense fut construite à l'est.
Cette deuxième position défensive importante a été formée par la Grebbelinie (ligne Grebbe (nl)), située au pied d'une moraine de l'âge glaciaire, entre le lac IJssel et le bas-Rhin et de la Peel-Raamstelling (position Peel-Raam (nl)), situé entre la Meuse et la frontière belge, le long des marais Peel et le ruisseau Raam. Les 4e et 2e corps d'armée furent placés sur la ligne Grebbe ; le troisième corps d'armée sur la position Peel-Raam avec la division légère derrière en réserve mobile ; les brigades A et B connectées entre le Bas-Rhin et la Meuse et le premier corps d'armée constituaient une réserve stratégique dans la forteresse Hollande. Toutes ces lignes étaient renforcées par des casemates. Le commandement néerlandais estimait que ces défenses pourraient tenir, dans le meilleur cas, trois mois.

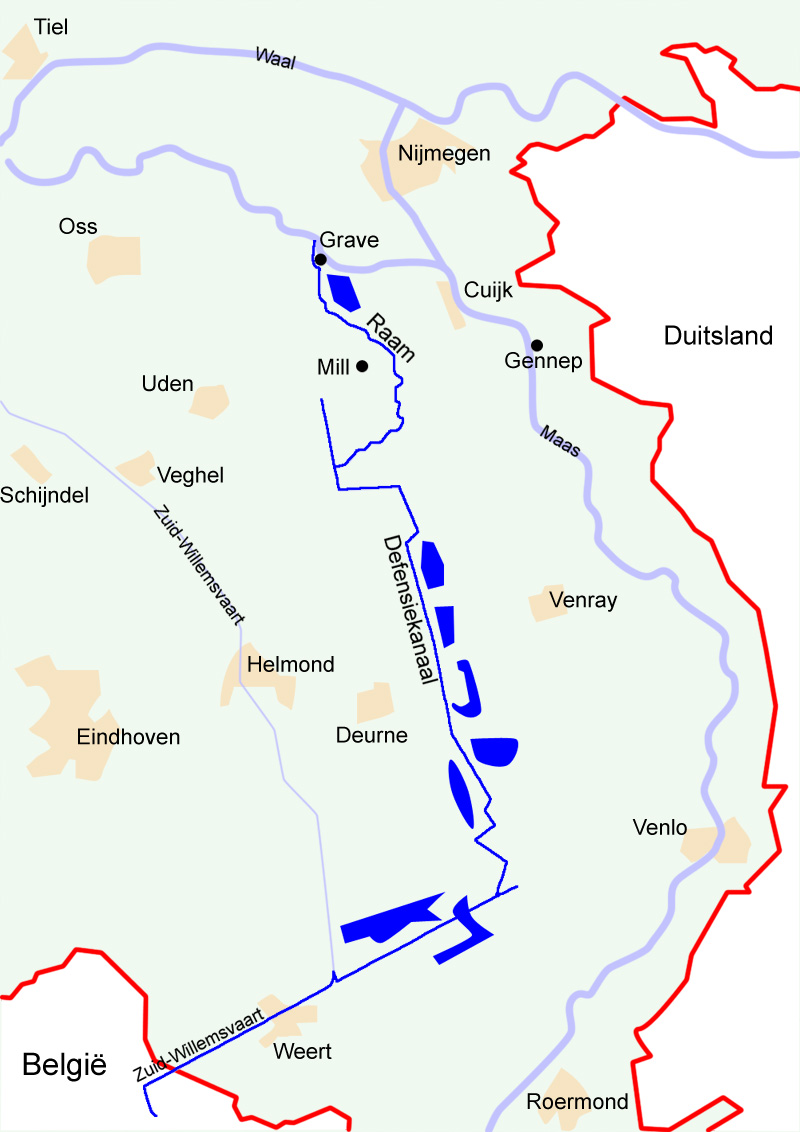
La position Peel-Raam.

La valeur défensive de la ligne Grebbe fut ajustée au mieux. Outre les casemates, il s'agissait surtout de tranchées, protégées par des inondations. Malheureusement, le gouvernement avait refusé la permission de couper la forêt directement en face de la ligne, même si elle offrait une ample couverture pour la force attaquante.
La division légère était la seule partiellement motorisée en action dans l'armée néerlandaise ; en plus de camions, elle employait également un grand nombre de bicyclettes comme un des moyens militaires de transport.
En face de cette ligne de défense principale (LDP), une ligne courait le long des cours d'eau IJssel et Meuse, l'IJssel-Maaslinie reliée aux positions établies dans la Betuwe, avec peu de casemates, légèrement garnie par un écran de 14 « bataillons de frontière ». Fin 1939, le général Godfried van Voorst tod Voorst proposa d'utiliser l'excellente opportunité défensive offerte par ces rivières et de passer à une stratégie mobile par des contre-attaques destinées à retarder l'avance des corps d'armée allemands lors d'un passage probable près d'Arnhem et Gennep et leur faire perdre leur puissance offensive avant qu'elles aient atteint la LDP. Cela fut jugé trop risqué par le général en chef
Izaäk Reijnders (nl), partisan d'une défense statique jusqu'à l'arrivée des renforts franco-britanniques, et par le gouvernement néerlandais. Quand Reijnders se vit également refuser l'autorité militaire complète dans les zones de défense, il offrit sa démission et fut remplacé par le général Henri Winkelman.

### Tentatives de coordination avec les Franco-Britanniques et les Belges
Au cours de la drôle de guerre, les Pays-Bas avaient officiellement adhéré à une politique de stricte neutralité. Dans le secret cependant, ils négociaient pourtant avec la Belgique et avec la France afin de coordonner une politique de défense commune en cas d'invasion allemande. Les discussions échouèrent en raison d'insurmontables divergences sur la stratégie à suivre. Les Néerlandais voulaient que les Belges se connectent à leur défense à la position Peel-Raam. Les Belges cependant voulaient combattre le long du canal Albert. Cela créait un vide dangereux. Les Français furent invités à le remplir.
Le commandant en chef français, le général Maurice Gamelin, fut plus qu'intéressé, en incluant les Pays-Bas dans son front continu. Comme Bernard Montgomery quatre ans plus tard lors de la campagne de la ligne Siegfried, il souhaitait cerner la ligne fortifiée allemande (Westwall) lors de l'offensive des Alliés contre l'Allemagne, prévue pour 1941. Mais il ne voulait pas étirer ses lignes d'approvisionnement à moins que les Belges et les Néerlandais ne concluent une alliance formelle avec la France avant l'attaque allemande. Lorsque les deux nations eurent refusé, Gamelin déclara qu'il allait occuper une position de connexion près de Breda. Le 10 avril 1940, les Franco-Britanniques firent encore une proposition d'alliance aux Néerlandais qui resta sans suite.

### Préparatifs de dernière minute
Contrairement aux attentes françaises, les Pays-Bas n'avaient toutefois pas renforcé cette « position Orange » : dans le secret, ils avaient décidé d'abandonner la position Peel-Raam immédiatement au début de l'attaque allemande et de retirer le 3e corps d'armée à Linge pour couvrir le flanc sud de la ligne Grebbe, ne laissant derrière qu'une force de couverture.
Après l'attaque allemande au Danemark et en Norvège, en avril 1940, il devint évident qu'une attaque sur les Pays-Bas était imminente. Les Néerlandais reçurent en outre un avertissement secret de l'attaché naval japonais, le capitaine Tadashi Maeda. En Norvège, les Allemands avaient utilisé un grand nombre de Fallschirmjäger (parachutistes) et des rumeurs avaient couru sur une cinquième colonne infiltrée dans le pays. Le commandement néerlandais s'inquiéta de la possibilité d'un tel assaut contre les Pays-Bas et obtint la proclamation de l'état d'urgence le 19 avril. Pour repousser une attaque, des troupes furent placées à l'aérodrome d'Ypenburg (nl) à La Haye et à l'aérodrome de Waalhaven à Rotterdam. Celles-ci furent renforcées par toutes les chenillettes et par six des 24 véhicules blindés opérationnels. Ces mesures étaient accompagnées par d'autres plus générales : les Pays-Bas envoyèrent pas moins de 32 navires-hôpitaux et une quinzaine de trains dans tout le pays pour accompagner les mouvements de troupes.

## Stratégie et forces allemandes

### Plans allemands
Au cours des nombreux changements dans les plans opérationnels concernant Fall Gelb, il fut parfois envisagé de laisser la forteresse Hollande de côté, comme les Néerlandais l'espéraient. Le 15 novembre 1939, il fut décidé, dans la Weisung Holland, de ne pas avancer plus loin que la ligne du Grebbeberg et d'occuper les îles de la Frise. Toutefois, Hermann Göring, chef de la Luftwaffe, insista pour une conquête totale car il lui fallait les aérodromes hollandais contre l'Angleterre et il craignait que l'Entente puisse, après une défaite partielle, renforcer la forteresse Hollande et utiliser ses terrains d'aviation pour bombarder les villes allemandes et leurs troupes. Une troisième raison pour une conquête complète fut que la chute de la France elle-même ne pouvait guère être tenue pour acquise et, pour des raisons politiques, il fut considéré comme souhaitable d'obtenir une capitulation néerlandaise en escomptant qu'une autre débâcle de la politique de l'Entente pourrait bien amener au pouvoir, en Grande-Bretagne et en France, des gouvernements moins hostiles à l'Allemagne nazie. Une défaite rapide des Pays-Bas pouvait également libérer des troupes pour d'autres secteurs du front.
Même s'il fut donc décidé de conquérir l'ensemble des Pays-Bas, peu d'unités pouvaient être mises à la disposition pour cette tâche. L'effort principal de Fall Gelb viserait le secteur ardennais franco-belge entre Namur et Sedan. L'attaque vers le nord de la Belgique n'était qu'une feinte, complétée par l'attaque latérale de la forteresse Hollande. Bien que le groupe d'armée B, composé de la 6e et de la 18e armée, ait été déployé à la frontière néerlandaise, la première force, beaucoup plus massive, fut déplacée vers le sud de Venlo, vers la Belgique, en laissant seulement la 18e armée du général Georg von Küchler pour vaincre la force principale néerlandaise.

### Une force offensive d'infanterie insuffisante au départ
De l'ensemble des armées allemandes engagées à l'Ouest, la 18e fut de loin la plus faible. Elle ne comprenait que quatre divisions d'infanterie régulière (les 207e, 227e, 254e et 256e ID), assistées par trois divisions de réserve (les 208e, 225e et 526e I.D.), qui ne prirent pas part aux combats. Six de ces divisions étaient des unités de la troisième vague qui furent créées seulement en août 1939 avec des troupes territoriales Landwehr. Elles avaient quelques officiers professionnels et peu d'expérience du combat, en dehors de 42 % d'hommes, parmi les plus de quarante ans, qui étaient des vétérans de la Première Guerre mondiale. À l'instar de la plupart des soldats de l'armée néerlandaise, 88 % étaient insuffisamment formés. Même lorsque l'on compte le fait que les divisions allemandes, avec une puissance nominale de 17 807 hommes, étaient moitié plus grandes que leurs homologues néerlandaises et possédaient trois fois leur puissance de feu effective, la supériorité numérique nécessaire à la réussite de l'offensive manquait tout simplement.

### Des renforts hétéroclites: cavalerie, Waffen SS, aéroportés et panzers
Pour remédier à cela, un assortiment de bric-à-brac fut utilisé pour renforcer la 18e armée. Le premier renfort fut d'incorporer la seule division de cavalerie allemande, nommée la 1re Kavalleriedivision. Les troupes montées de cette unité, accompagnées par certaines unités de l'infanterie, avaient la tâche d'occuper les provinces faiblement défendues à l'est de la rivière Ijssel, puis d'essayer de traverser l'Afsluitdijk (enceinte de la digue) et en même temps tenter de débarquer en Hollande, près d'Enkhuizen, en utilisant des barges capturées dans le petit port de Stavoren. Comme leurs efforts avaient peu de chances de réussir, la masse des divisions fut renforcée par les SS-Verfügungsdivision (incluant les régiments SS-Standarten Der Führer (de), Germania et  Deutschland) et la Leibstandarte Adolf Hitler, qui serviraient comme infanterie d'assaut pour briser les positions fortifiées néerlandaises. En plus de ces quatre régiments, afin d'assurer une victoire rapide, les Allemands recoururent à des moyens non conventionnels.
Les Allemands avaient formé deux divisions d'assaut aéroportées. L'une, la 7e Fliegerdivision, se composait de parachutistes, la seconde, la 22e Luftlande-Infanteriedivision, était formée d'infanterie aéroportée. Tout d'abord, lorsque l'effort principal allemand était prevu en direction de la Flandre, il etait envisagé de les utiliser pour tenter une traversée de l'Escaut près de Gand. La 7. Flieger-Division devait se saisir des ponts de la Meuse entre Namur et Dinant et c'est un officier de liaison de cette unité qui, égaré par le brouillard, avait atterri par erreur à Maasmechelen en janvier avec les plans de l'offensive. Cette opération fut, en définitive, annulée et ces unités transférées pour obtenir une victoire rapide en Hollande. Les troupes aéroportées devaient, dès la première journée, sécuriser les aérodromes autour du siège du gouvernement néerlandais, à La Haye, et ainsi capturer le gouvernement, avec le haut commandement néerlandais et la reine Wilhelmine des Pays-Bas. Le but était de transformer le royaume en protectorat du Reich : les officiers allemands reçurent des consignes sur la façon de s'adresser aux personnes royales. Au cas où cela n'aurait pas porté immédiatement à un effondrement du gouvernement, les ponts de Rotterdam, de Dordrecht et de Moerdijik devaient en même temps être pris pour permettre à une force mécanisée d'aider les troupes aéroportées : la 9e Panzerdivision, avec 141 chars, la plus faible de toutes les divisions blindées allemandes, avait pour mission d'exploiter une brèche dans le MDL néerlandais créée par les 254e et 256e ID sur l'axe Gennep – Bois-le-Duc. Au même moment, une exploitation offensive serait réalisée à Grebbe contre la ligne à l'est par la 207e et la 227e ID. La 18e armée devrait, si les Néerlandais n'avaient pas déjà capitulé au premier jour, pénétrer dans la forteresse de la Hollande au troisième jour par le sud et ainsi garantir la victoire mais il n'y a pas de calendrier strict pour la destruction totale des forces néerlandaises.
De toutes les opérations du Fall Gelb, ce concept est le plus purement consacré à la Blitzkrieg dont ce terme a ensuite été entendu : par Strategischer Überfall ou un assaut stratégique. Et comme la Fall Gelb dans son ensemble, fut un gigantesque pari.

## L'affaire Oster
La population et certaines troupes allemandes en général n'aimaient pas l'idée de violer la neutralité néerlandaise. La propagande allemande dut donc justifier l'invasion comme une réaction à une tentative alliée d'occuper les Pays-Bas. Certains officiers allemands avaient une aversion contre le régime nazi et partageaient l'inquiétude à propos de l'invasion. L'un d'eux, le colonel Hans Oster, un agent de l'Abwehr (service secret allemand), a informé son ami, l'attaché militaire néerlandais à Berlin le major Gijsbertus J. Sas, de la date de l'attaque. Le gouvernement néerlandais informa les Alliés. Toutefois, comme la date sera modifiée à plusieurs reprises, car elle a été reportée pour attendre des conditions météorologiques favorables, les autres nations devinrent insensibles à la série de fausses alarmes. Lorsque, dans la soirée du 9 mai, Oster de nouveau téléphona à son ami en disant juste « Demain, à l'aube », seules les troupes néerlandaises furent placées en état d'alerte.

## La bataille

Les phases d'occupation du territoire des Pays-Bas.

### 9 mai

#### Les Néerlandais en alerte
Le 9 mai en fin de journée, les Néerlandais percevaient les premiers bruits de l'avance allemande. À 18h, le contre-amiral Johan Furstner (en) ordonna à la marine le premier degré d'alerte. Vers 21h, le major Saas, informé par Oster, fit savoir que l'attaque allemande commencerait le lendemain matin. À 21h30, l'armée de campagne se mit en alerte pour être en position de combat vers 4h du matin. À 22h15, le lieutenant-colonel Adriaan Dijxhoorn (en), ministre de la guerre, envoya au genéral Winkelman les premiers ordres de destruction à l'est de l'IJssel.

### 10 mai

#### Première vague d'attaque aérienne
Au matin du 10 mai 1940, les Néerlandais se réveillèrent au bruit du grondement des moteurs d'avions dans le ciel. L'Allemagne nazie avait commencé l'opération Fall Gelb et attaquait les Pays-Bas, la Belgique, le Luxembourg et la France, et, dans le cas des Pays-Bas, sans une déclaration de guerre avant les hostilités. La France était elle déjà en guerre.
Les diplomates allemands en poste à La Haye vinrent présenter au ministère néerlandais un dossier monté de toutes pièces selon lequel l'Allemagne n'avait fait que devancer une occupation du pays par les Franco-Britanniques, ce que les Néerlandais rejetèrent.
Durant la nuit, la Luftwaffe viola l'espace aérien néerlandais. Un escadron du KG 4 commandé par le colonel Martin Fiebig le traversa et disparut ensuite vers l'ouest, donnant à croire que l'opération était dirigée contre l'Angleterre. Cependant, au-dessus de la mer du Nord, il vira à nouveau vers l'est pour une attaque surprise sur les aérodromes néerlandais, de concert avec les autres escadrons. Une douzaine d'avions néerlandais furent détruits au sol. L'appareil de Fiebig lui-même fut abattu et Fiebig passa cinq jours captif des Néerlandais. Les avions néerlandais qui avaient pu décoller abattirent treize avions allemands, mais la plupart furent détruits au cours des combats ou par des atterrissages d'urgence nécessités par le fait que les installations de l'armée de l'air subissaient dans le même temps des attaques au sol.
Lors de la première journée de l'offensive allemande, les 36 avions de chasse Fokker D.XXI de la Luchtvaartafdeeling revendiquent la destruction en vol de 37 Junkers Ju-52/3, de 6 Messerschmitt Bf-110 et de 2 Heinkel He-111 sans subir la moindre perte. À la fin de la première journée de guerre, l'aviation néerlandaise a perdu 65 des 125 appareils qu'elle possède.

#### Attaque aéroportée sur La Haye
Immédiatement après les bombardements, entre 4 h 30 et 5 h, des parachutistes furent largués près des aérodromes. Les batteries de DCA néerlandaises abattirent de nombreux avions de transport Ju 52 du Transportgruppen de la Luftwaffe. Les pertes de Ju 52 allemands pour l'ensemble de la bataille s'élevèrent à 125 détruits et à 47 endommagés, soit 50 % de la force de sa flotte.

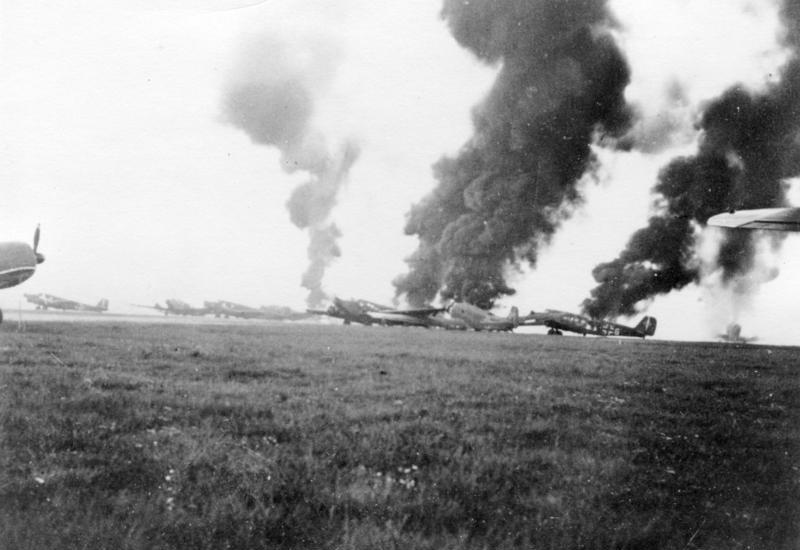
Des Junkers Ju 52 allemands brûlent à Ypenburg.

L'attaque sur La Haye a pris fin par un cuisant échec. Les parachutistes ont été incapables de s'emparer du principal aérodrome, Ypenburg (nl), à temps pour que l'infanterie aéroportée puisse débarquer en toute sécurité de ses Junkers. Même si un véhicule blindé fut endommagé par une bombe, les cinq autres Landsverks, assistés par des emplacements de mitrailleuses, détruisirent les dix-huit Junkers des premières vagues d'assaut, tuant de nombreux occupants. Lorsque la piste fut bloquée par des carcasses d'avions, le reste des vagues renonça à l'atterrissage et tenta de trouver des alternatives, souvent en descendant les équipes dans les prairies ou sur la plage, donc en dispersant les troupes. Même le petit terrain d'aviation auxiliaire d'Ockenburg (nl), qui n'était que légèrement défendu, fit échouer aussi l'attaque allemande. L'aéroport de Valkenburg (ou base aéronavale de Valkenburg (nl)) fut, lui, rapidement occupé car le moral des défenseurs etait ébranlé par les bombardements mais la piste se révéla être encore en construction et non métallisée : les avions, en atterrissant, s'enfoncèrent au bout de la piste dans le sol mou. Aucun des aérodromes ne fut capable de recevoir des renforts allemands. À la fin, les parachutistes occupèrent Ypenburg mais échouèrent dans leur avance en direction de La Haye, leur route étant bloquée par des troupes néerlandaises rassemblées à la hâte. Au début de l'après-midi, ils furent dispersés par le feu de trois batteries de l'artillerie néerlandaise. L'artillerie néerlandaise, de même, chassa les occupants allemands des deux autres champs de bataille et le reste des troupes aéroportées se réfugia dans des villages et des maisons à proximité.

#### Attaque aéroportée sur Rotterdam

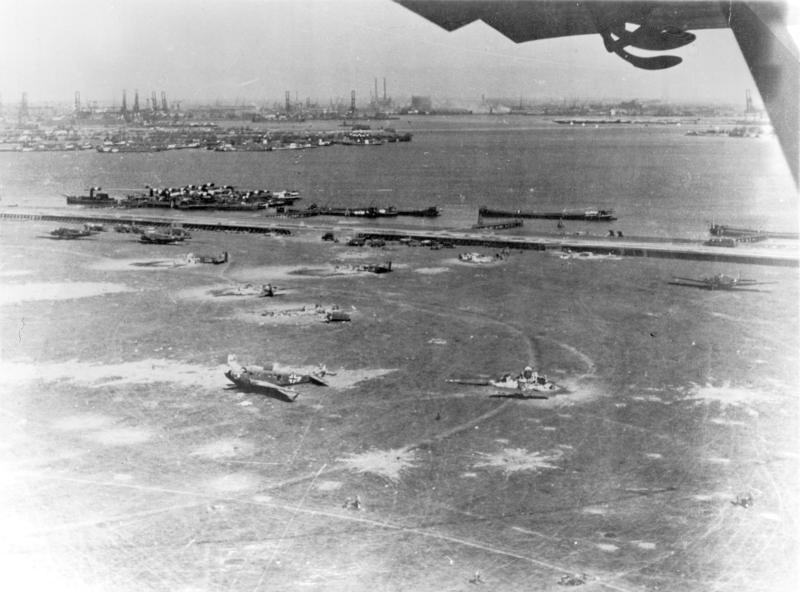
Les pertes allemandes sur l'aéroport de Waalhaven furent limitées.

Parachutage allemand à Rotterdam.

L'attaque de Rotterdam fut beaucoup plus un succès. Douze hydravions Heinkel He 59, chargés de quatre-vingt-dix-hommes, amerrirent en plein cœur de la ville et débarquèrent des équipes d'assaut qui conquirent le Willemsbrug, un pont sur la Nouvelle Meuse, en occupant une tête de pont. En même temps, l'aéroport militaire de Waalhaven, de la ville sur l'île d'IJsselmonde, fut attaqué par des parachutistes. Un bataillon d'infanterie était stationné si près de l'aéroport que les parachutistes sautèrent à proximité de leurs positions. Un combat confus s'ensuivit. La première vague de Junkers put se poser sans pertes et les défenseurs furent submergés. Les troupes allemandes, en constante augmentation en nombre, avancèrent vers l'est pour occuper IJsselmonde puis prendre contact avec les parachutistes qui devaient occuper le pont vital à Dordrecht. La Marine royale néerlandaise tenta d'intervenir, d'abord avec les torpilleurs Z5 et TM 51 qui attaquèrent le Willemsbrug, puis le destroyer HNLMS Van Galen voguait sur la Nieuwe Waterweg pour bombarder l'aéroport à courte distance : cela ne conduisit qu'au naufrage du Van Galen après avoir été bombardé. Un plan visant à engager les canonnières HNLMS Flores et HNLMS Johan Maurits van Nassau fut alors abandonné. À l'île de Dordrecht, le pont de Dordrecht fut capturé mais, dans la ville elle-même, la garnison tenait bon. Les abords des ponts de la Moerdijk sur le large estuaire du Hollands Diep reliant l'île à la province du Brabant-Septentrional furent capturés et des têtes de pont furent fortifiées sur les deux côtés.

#### Infiltration de commandos allemands et réactions de la population civile

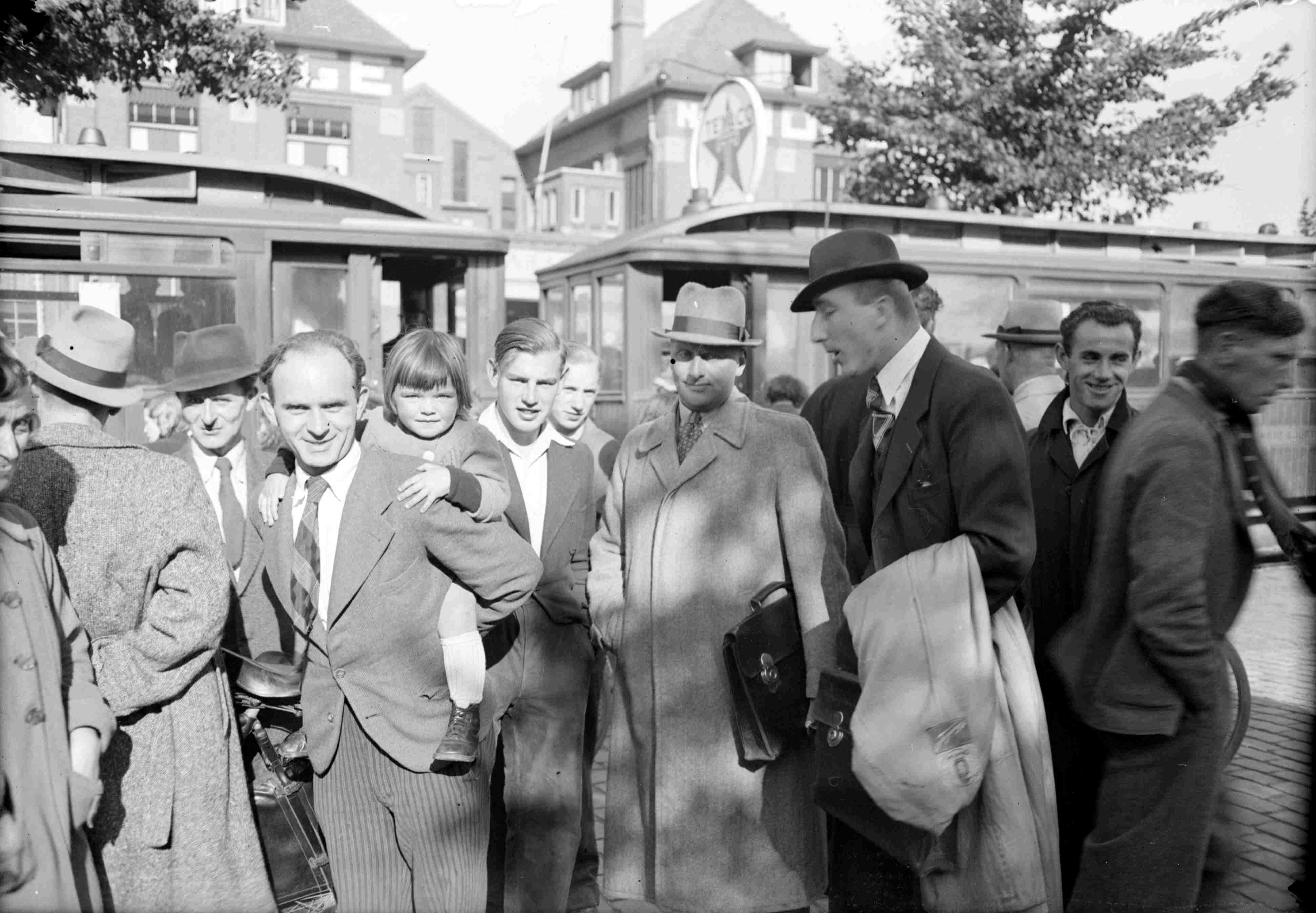
Groupe de travailleurs attendant des instructions à Nimègue, 10 mai 1940.

Les Allemands tentèrent de capturer intacts les ponts d'IJssel et de la Meuse, à l'aide des équipes de commando des Brandenburgers qui commencèrent à s'infiltrer à la frontière néerlandaise depuis la principale précédente avance, et dans certains cas déjà dans la soirée du 9 mai. Dans la nuit du 10 mai, ils approchèrent des ponts : plusieurs équipes avaient quelques hommes habillés en police militaire néerlandaise et prétendirent rapporter un groupe de prisonniers allemands, afin de tromper les équipes de minage néerlandaises. Certains de ces membres de la police militaire étaient de vrais Néerlandais, des membres du Nationaal-Socialistische Beweging in Nederland, le parti nazi des Pays-Bas. La plupart de ces tentatives échouèrent et les ponts furent détruits à deux reprises. La principale exception fut le chemin de fer de Gennep. Immédiatement, deux trains blindés le franchirent, roulant à travers la ligne Peel-Raam en prenant position à l'usine et débarquèrent un bataillon d'infanterie derrière la ligne de défense.
Les Pays-Bas publièrent des rapports aux agences de presse internationales déclarant que des soldats allemands étaient déguisés en militaires néerlandais. Cela causa une peur de la cinquième colonne, surtout en Belgique et en France. Cependant, contrairement à la situation vécue plus tard dans ces deux pays, aux Pays-Bas, il n'y eut pas d'exode massif de réfugiés civils, obstruant ainsi des routes. En général, les soldats allemands se comportèrent correctement vis-à-vis de la population néerlandaise, en formant des files d'attente devant les magasins pour acheter des produits rationnés en Allemagne, comme le chocolat.

#### Premières tentatives de passage de l'IJssel et de la Meuse

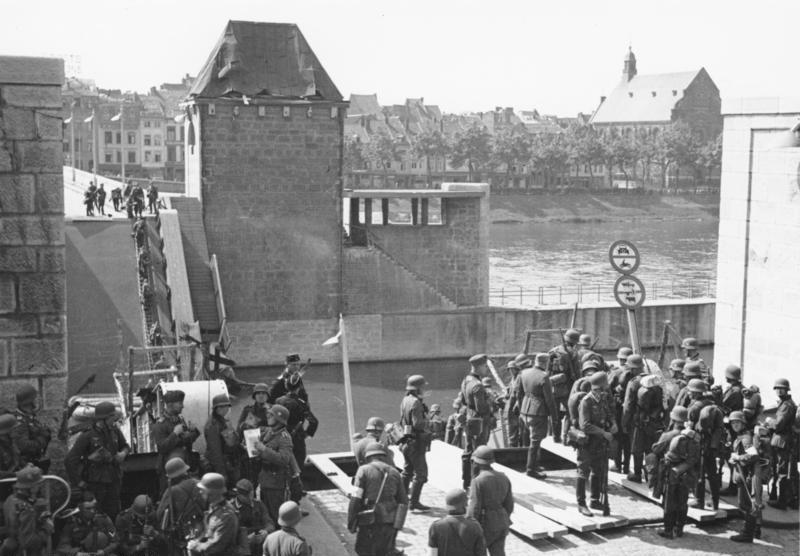
Malgré la destruction du pont Wilhelmine, les troupes allemandes passèrent cette plaque tournante d'un trafic vital relativement rapidement : ici les soldats allemands se préparent à une offensive, 10 mai 1940 à Maastricht.

Après les assauts manqués sur les ponts, en général, les divisions allemandes commencèrent des tentatives pour traverser les cours d'eau IJssel et Meuse. Les premières vagues, en général, échouèrent, en raison de l'insuffisance de préparation d'artillerie sur les casemates. Un second bombardement détruisit la plupart des casemates et les divisions d'infanterie traversèrent la rivière grâce à des pontons. Mais, à certains endroits, comme à Venlo, la tentative de traversée avorta. À Arnhem, la 1re division SS Leibstandarte Adolf Hitler mena l'assaut et avança le jour même jusqu'à la ligne Grebbe, suivie par la 207e division d'infanterie.

#### Tentative de redéploiement des premières lignes néerlandaises
Même avant l'arrivée des trains blindés, il avait été prévu que le 3e corps d'armée néerlandais soit retiré de la position Peel-Raam en emportant avec lui toute l'artillerie, à part des pièces du 36.8 Staal, et que chacun de ses six régiments laisse derrière un bataillon pour compléter les quatorze « bataillons des frontières », formant ainsi une force de couverture, appelée la « division Peel ». Cela fut mis en place au cours de la première nuit après l'invasion, sous le couvert de l'obscurité mais, en raison de la rapide progression allemande, une retraite immédiate fut ordonnée à 6 h 45, pour éviter que le 3e corps d'armée ne tombe entre les mains des troupes ennemies. Le corps rejoignit six bataillons occupant déjà la ligne Waal-Linge et constituait encore une force : mais, en se plaçant dans une position dans laquelle il ne pouvait plus avoir une influence sur la bataille, un quart de l'armée de terre fut effectivement rendu par elle-même impuissante.
La division légère, basée à Vught, fut la seule réserve mobile que possédait l'armée de terre néerlandaise : elle fut envoyée contre-attaquer les parachutistes allemands sur IJsselmonde. Ses régiments montés à vélo traversèrent les ponts de la Meuse et de la Waal, puis tournèrent à gauche à travers l'Alblasserwaard, pour atteindre la Noord, la rivière séparant ce polder d'IJsselmonde, dans la soirée. Là, ils découvrirent que le secteur près du seul pont, construit en 1939, n'était pas très fortement occupé par les troupes aéroportées, car les Allemands, en raison de cartes périmées, ne connaissaient pas son existence. Il fut toutefois décidé de reporter une tentative de passage au lendemain, lorsque l'artillerie serait prête à la soutenir. Aucune tentative ne fut faite pour établir une tête de pont.

#### Tentative d'intervention française: la manœuvre Breda
Pendant ce temps, au soir du 10 mai, autour de 22 h, les premiers éléments de la 1re division légère mécanisée française, des éléments de reconnaissance utilisant des véhicules blindés Panhard 178, ont commencé à arriver à la frontière néerlandaise. Cette division fut la plus au nord de la 7e armée française, sa mission était d'assurer le contact entre le Vesting Hollande et Anvers. Les tentatives visant à coordonner son avance avec le commandant militaire des troupes néerlandaises en Brabant-Septentrional, le colonel Leonard Johannes Schmidt, furent largement infructueuses,. Les 60e et 68e divisions d'infanterie, avec leur équipement en partie débarqué par Flessingue, ne dépassèrent pas l'estuaire de l'Escaut : seuls deux régiments poussèrent au-delà.

#### Effondrement de la position néerlandaise Peel-Ram
Toutefois, mis à part le fait que le secteur ne pouvait pas être atteint dans la journée, les défenses néerlandaises étaient déjà effondrées. À l'usine, la 256e division d'infanterie ne pouvait pas exploiter au début les possibilités offertes par un bataillon installé dans le dos des défenseurs, parce qu'elle ne pouvait pas le localiser. L'assaut contre la ligne de défense principale était initialement prévu pour le lendemain car la plus grande partie de l'artillerie n'avait pas encore réussi à traverser l'unique pont de bateaux sur la Meuse, obstrué par un bouchon de circulation. En début de soirée, les Allemands changement brusquement de plan et décidèrent d'attaquer, l'appui d'artillerie ne consistant qu'en une batterie de 105 mm. Une attaque aérienne, non demandée, de Stuka toucha également le secteur de l'usine, puis juste avant l'avance certains défenseurs néerlandais étaient en déroute, créant un secteur faible dans la ligne de défense à partir duquel les troupes néerlandaises furent délogées.
Les Allemands furent lents à exploiter la percée, mais le colonel Schmidt, à 20 h 30, ordonna que la position Peel-Raam soit abandonnée et que ses troupes néerlandaises en Brabant-Septentrional se replient à l'ouest du canal Zuid-Willemsvaart
.

#### Au nord: avance de la1redivision de cavalerie
Dans le nord, à la fin de la journée du 10 mai, la 1. Kavalleriedivision atteignit la ligne Meppel-Groningen (en), plus retardée par des problèmes logistiques et par les équipes de démolition néerlandaises qui détruisirent jusqu'à 236 ponts que par la résistance limitée des troupes des frontières.

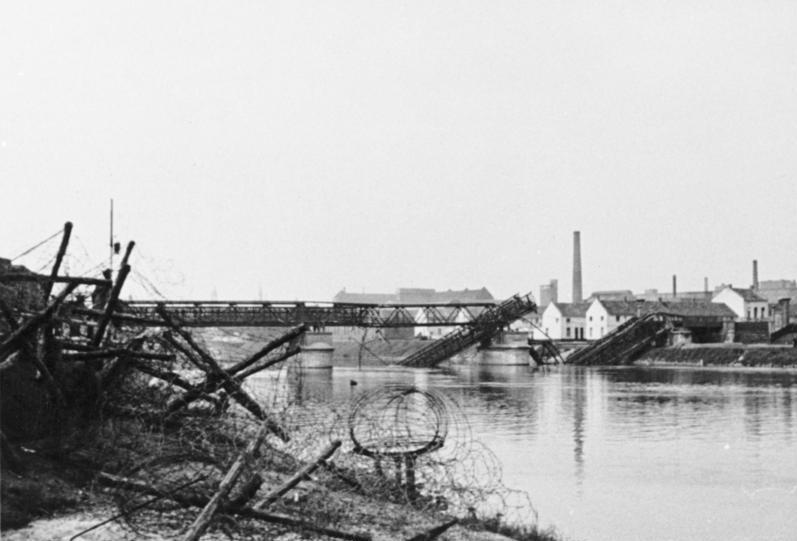
Pont de chemin de fer détruit à Maastricht, 11 mai 1940.

#### Au sud: prise de Maastricht
Dans l'extrême sud du pays, les six bataillons des frontières dans la province de Limbourg retardèrent légèrement la progression de la 6e armée allemande et, à la fin de la journée, la zone fut envahie et la ville stratégique de Maastricht se rendit, permettant aux Allemands de développer leur offensive de diversion vers la Belgique centrale, mais leur échec à capturer intact le pont principal les força ainsi à retarder la traversée de la 4e Panzerdivision jusqu'au lendemain.

### 11 mai

#### Tentatives pour réduire la poche aéroportée allemande
Le 11 mai, le commandant néerlandais, le général Winkelman, avait deux priorités. La première était d'éliminer les troupes aéroportées allemandes. Malgré l'échec partiel de l'assaut stratégique, il craignait une nouvelle attaque ennemie via Waalhaven : les ponts du Moerdijk, en possession des Allemands, entravaient le mouvement prévu des renforts alliés vers la forteresse Hollande . La deuxième priorité était étroitement liés à la première : permettre à l'armée française de mettre en place une forte ligne de défense dans le Nord-Brabant, pour relier la forteresse Hollande à la principale force alliée en Belgique.
Toutefois, dans les deux cas, peu de résultats furent réalisés ce jour. En début de journée, des bataillons néerlandais menèrent deux tentatives contre le flanc ouest du périmètre allemand. Le premier bataillon, amené de la frontière belge, franchit en partie la Vieille Meuse à deux endroits (Oud-Beijerland et Puttershoek) et d'autre part, tenta de prendre d'assaut le pont de Barendrecht à IJsselmonde ; le second, prélevé des forces de la forteresse Hollande et positionné à la Hoekse Waard, avait commencé la veille à franchir la Dordtse Kil, dans l'île de Dordrecht, en utilisant le traversier à Wieldrecht (nl) : il essaya alors d'élargir sa tête de pont. Les traversées en tant que telles furent des succès mais leur exploitation tourna au désastre : le premier n'avait aucun appui de l'artillerie et l'avance ne put être que très lente Puis les troupes furent contre-attaquées par les Allemands et dispersées, et de nombreux hommes faits prisonniers.
Une tentative de contre-attaque effectuée par la division légère contre les troupes aéroportées de l'IJsselmonde n'aboutit pas davantage. Le pont sur la rivière Noord était mis en défense par les parachutistes allemands et il était impossible de le forcer. Plusieurs tentatives pour traverser la rivière par bateau n'arrivèrent qu'à établir des têtes de pont isolées et, à 10 h 15, la division légère reçut l'autorisation de rompre le combat pour aller renforcer les troupes néerlandaises sur l'île de Dordrecht où elle arriva dans la nuit.
À Rotterdam, renforcé par un régiment d'infanterie, la tentative néerlandaise de déloger complètement les parachutistes allemands de leur tête de pont sur la rive nord de la Meuse fut un échec. En dépit d'une autorisation du général Student, le commandant allemand à Rotterdam refusa d'évacuer cette tête de pont et les quelques défenseurs allemands tinrent dans un seul immeuble à bureaux, protégés par un canal en face d'eux et couverts par le feu de la rive sud. Les deux bombardiers néerlandais échouèrent à détruire le pont Willemsbrug.

#### Déploiement français en Zélande, incursion vers Moerdijk
À partir du 11 mai, deux divisions d'infanterie française vinrent renforcer les troupes néerlandaises en Zélande : la 60e division d'infanterie, une division de la classe B, et la nouvellement formée 68e division d'infanterie de marine. Une partie de leur équipement fut apportée par navire dans le port de Flessingue. La plupart des troupes de ces divisions demeurèrent au sud de l'Escaut occidental dans la Flandre zélandaise (Zeeuws-Vlaanderen), où deux des huit bataillons néerlandais étaient également présents, ainsi que deux compagnies de frontières. Seuls deux régiments français furent envoyés sur la rive nord.
Une opération franco-néerlandaise dans le secteur de Moerdijk, dans la journée du 11, aboutit à un échec. Une unité de reconnaissance française, formée par un escadron motocycliste du 12e GRDI, deux pelotons du 6e cuirassiers et trois pelotons d'automitrailleuses du 6e cuirassiers et du 5e GRDI, tenta dans l'après-midi une attaque sur la tête de pont, avec l'aide du 6e bataillon de frontière néerlandais. Les blindés des cuirassiers furent attaqués par des Stukas allemands et les Français se retirèrent.

#### Renfort britannique à Hoek van Holland
Dans la journée du 11 mai, le 2e  bataillon britannique des Welsh Guards débarqua à Hoek van Holland à l'ouest de Rotterdam. Il se rembarquera le 14 mai sans avoir été au contact de l'ennemi : c'est la seule unité terrestre britannique déployée dans les combats de 1940 aux Pays-Bas,.

#### Poursuite de l'avance allemande en Brabant-Septentrional et abandon de la manœuvre française
En Brabant-Septentrional, la situation se détériorait rapidement. Les Français avaient prévu que la résistance néerlandaise sur la Meuse et sur la position Peel-Raam, par une force d'environ cinq divisions lourdes, donnerait au moins quatre jours pour créer une ligne de défense près de Breda. Ils furent désagréablement surpris d'apprendre que le meilleur de trois divisions a été déplacé vers le nord et que le reste est déjà en pleine retraite. Le retrait de la division Peel de la position Peel-Raam vers Zuid-Willemsvaart, un canal de dix à trente kilomètres à l'ouest, se traduisait par l'abandon de bonnes positions ayant des tranchées, ainsi que toute l'artillerie et des mitrailleuses lourdes, en échange d'une ligne totalement dépourvue. En outre, la rive orientale du canal était plus élevée que la rive ouest, offrant une excellente couverture pour les attaquants. Enfin, l'ordre de retirer les troupes n'était pas parvenu à Mill, ce qui laissait sans défense un secteur du canal, près d'Heeswijk. Ce secteur possédait un pont qui n'avait pas été démoli, de sorte que les Allemands traversèrent sans effort le canal vers 13 h. Un deuxième passage allemand au niveau d'Erp, à l'autre extrémité de la ligne, entraîna son effondrement général. Au soir du 11 mai, les Allemands avaient traversé la Zuid-Willemsvaart sur la plupart des points et la division Peel était largement désintégrée. Les plans du colonel Schmidt de concentrer ses forces sur la ligne Tilbourg – Bois-le-Duc s'étaient donc avérés vain. Comme les Français refusaient d'aller plus loin au nord de Tilbourg, à l'exception de quelques véhicules blindés de reconnaissance détachés jusqu'à Berlicum, cela créait un vide dangereux.

#### Repli des forces néerlandaises sur la ligne Grebbe
La situation des Néerlandais était de plus en plus critique. Winkelman demanda au gouvernement britannique d'envoyer un corps d'armée pour renforcer les positions alliées dans la région et de bombarder l'aérodrome de Waalhaven.
Tous les efforts déployés dans le sud du pays se fondaient sur l'hypothèse que la ligne Grebbe serait en mesure de résister aux attaques ; ses réserves avaient même été en partie déplacées pour une contre-attaque contre les forces aéroportées. Or, la situation sur la ligne Grebbe se dégradait rapidement. Au soir du 10 mai, des éléments motorisés de la SS Standarte « Der Führer » (de), suivis par la 207e division d'infanterie, atteignaient la partie la plus méridionale de la ligne Grebbe, en face de Grebbeberg. Ce secteur de la ligne de défense principale, qui n'était pas couvert par des inondations, avait été choisi comme principal axe d'attaque de la division. Il était protégé par une ligne de postes avancés (voorpostenlinie), tenus par deux compagnies d'infanterie. Le 11 mai vers 3h30 du matin, l'artillerie allemande débuta le bombardement des avant-postes puis, à l'aube, lança une attaque de deux des bataillons de la Der Führer. Comme le bombardement allemand avait coupé les lignes téléphoniques, aucun appui de l'artillerie ne pouvait être demandé par les défenseurs néerlandais. La défense était en outre été entravée par le fait que le terrain n'avait pas été débroussaillé, offrant ainsi une bonne couverture aux attaquants.. À midi, une percée allemande à l'extrême nord sur la ligne des avant-postes délogea les positions néerlandaises qui furent ensuite lentement repoussées vers l'arrière. Les compagnies néerlandaises, inférieures en nombre et en armement, résistèrent comme elles le pouvaient mais, au soir, tous les avant-postes étaient aux mains des Allemands.
Le commandant du 2e corps d'armée, le général Jacob Harberts (nl), réagit de manière inadéquate. Ignorant que les troupes motorisées SS avaient été impliquées, convaincu que les avant-postes, en raison de la « lâcheté » des défenseurs, avaient été abandonnés à une petite force allemande, il ordonna une contre-attaque en soirée par le seul bataillon en réserve de la 4e division. Elle échoua complètement quand les troupes néerlandaises tenant la ligne principale, non informées, ouvrirent le feu par erreur sur les forces de contre-attaque. Toutefois, le fort tir d'artillerie préparatoire néerlandais eut l'effet involontaire d'inciter les Allemands à renoncer aussi à une attaque de nuit.

#### Repli néerlandais en Frise
Pendant ce temps, dans le nord, la 1. Kavalleriedivision avançait dans la province de Frise vers l'ultime ligne de repli néerlandaise, le Wonsstelling (nl), atteignant Sneek dans la soirée. La plupart des troupes néerlandaises avaient été évacuées depuis le nord vers la digue Dike.

### 12 mai

#### Percée de la9ePanzerdivision vers Dordrecht, repli français devant Breda et état stationnaire de la force aéroportée
Au matin du 12 mai, le général Winkelman restait modérément optimiste.Il pouvait encore ramener ses forces sur une ferme ligne de défense à mettre en œuvre dans le Brabant-Septentrional, avec l'aide de la France, et il attendait des progrès dans l'élimination des forces aéroportées. Cependant, il ignorait encore la situation critique de la ligne Grebbe. Au cours de la journée, il fut déçu dans ses espoirs.
Dans les deux jours précédents, la 9. Panzerdivision n'avait encore participé à aucun combat. Elle ne traversa la Meuse qu'au début de la matinée du 11 mai et au cours de cette journée, elle n'avait pas été en mesure d'avancer rapidement sur les routes qui étaient congestionnées par les convois d'approvisionnement des divisions d'infanterie.
Comme le front néerlandais était disloqué, la division blindée entreprit d'établir la jonction avec les troupes aéroportées. En cela, elle ne serait pas entravée par les forces françaises. Parce que le temps manquait pour une bonne préparation et que la 6e armée allemande menaçait son flanc droit, Gamelin ordonna à la 7e armée de se retirer, couverte au nord par la 2e brigade légère mécanisée, partie de la 1re DIM, qui était arrivé à Tilbourg, d'arrêter la progression de la 25e DIM à Breda et de ne pas progresser au-delà au nord de la rivière Mark. Comme l'ordre initial d'occuper le secteur de Geertruidenberg n'avait pas été suivi, la route vers les ponts de la Moerdijk n'était pas bloquée et la division blindée allemande n'eut pas à combattre son homologue française plus puissante. Les éléments de reconnaissance de la 9. PzD exploitèrent efficacement cette possibilité : à l'aube, ils surprirent, au nord de Tilbourg, près de Loon op Zand, le colonel Schmidt et le firent prisonnier ; les troupes néerlandaises présentes dans la province venaient de perdre tout commandement unifié. À 16 h 45, les véhicules blindés allemands pénétrèrent à quarante kilomètres à l'ouest et atteignirent la tête de pont au sud de Moerdijk, coupant ainsi la forteresse Hollande de la principale force alliée.
La division légère essaya de reconquérir l'île de Dordrecht en avançant sur un large front, avec un peu de soutien de quatre bataillons d'artillerie. Sur son flanc gauche, où il n'y avait presque pas de présence ennemie, l'avance se déroula comme prévu mais sur son flanc droit, elle fut contre-attaquée par un bataillon que le général Student avait placé à la périphérie de la ville pour soulager la pression exercée par la garnison hollandaise sur ses troupes tenant le pont Dort. Dans la confusion des combats de rue, les troupes allemandes prirent le dessus et reconduisirent le bataillon à son point de départ. Les autres unités arrêtèrent leur avance vers midi. Bien que le commandement supérieur ait ordonné une meilleure concentration des forces au lieu d'une action de nettoyage, en raison d'un manque de clarté dans les lignes de commandement, aucune attaque subséquente ne se concrétisa dans la journée.
À Rotterdam et autour de La Haye, aucune action d'envergure ne fut lancée contre les parachutistes. La plupart des commandants néerlandais avaient toujours peur d'une éventuelle cinquième colonne et se limitaient à des mesures de sécurité. Ils ordonnaient de ne pas utiliser, pour toutes les attaques, une force supérieure à une compagnie.

#### Rupture de la positionGrebbeberg
Tandis que la situation des défenseurs néerlandais devenait critique dans le sud, à l'est les Allemands faisaient un premier effort de déploiement avec succès en les délogeant de la Grebbeberg. Après une préparation de bombardement d'artillerie au cours de la matinée, un bataillon de la Der Führer attaqua aux environs de midi un secteur de 800 mètres de large de la ligne principale, occupé par une compagnie néerlandaise. Exploitant de nombreux angles morts sur le terrain sous le feu néerlandais, ils percèrent bientôt les positions néerlandaises qui avaient peu de profondeur. Un deuxième bataillon allemand élargit ensuite la percée vers le nord. L'artillerie néerlandaise, quoiqu'égale à la force allemande, ne put concentrer suffisamment de feu sur l'infanterie ennemie, limitant ainsi largement l'effet d'interdiction. À 800 mètres à l'ouest, était ce qu'on appelle une ligne d'arrêt, un système continu de tranchées à partir duquel les défenseurs étaient censés mener une défense active faite de contre-attaques locales. Mais, en raison d'un manque d'effectifs, de formation et d'armes lourdes, tous ces éléments n'étaient pas aussi bien préparés que les troupes SS. Dans la soirée, les Allemands étaient arrivés à la zone fortement boisée entre les deux lignes sous leur contrôle. Remarquant un point faible, l'un des commandants du bataillon SS, l'Obersturmbannführer Hilmar Wäckerle, attaqua soudainement avec une compagnie, une force montée à la hâte pour cette bataille. Démontrant un rare exemple d'infiltration tactique brisant la ligne d'arrêt, il avança rapidement d'un kilomètre vers l'ouest jusqu'à être stoppé par la fin de la dénivellation le long de la ligne du chemin de fer de Rhenen. La brèche causa une panique parmi les défenseurs qui abandonnèrent largement la ligne d'arrêt mais Wäckerle n'ayant pas eu le temps de coordonner son action avec d'autres unités, il ne fut pas capable de l'exploiter davantage. L'ordre fut restauré sur la ligne d'arrêt et la compagnie SS se trouva isolée et menacée d'encerclement. L'avance générale allemande causa sur la ligne néerlandaise un abandon sur plus de deux kilomètres au nord parce que les troupes craignaient une attaque par derrière.
Les Néerlandais se rendaient compte que les forces occupant la ligne Grebbe ne seraient pas assez fortes pour repousser toutes les attaques par elles-mêmes, elles avaient pour but de retarder une offensive assez longtemps pour que les réserves viennent les renforcer. Mais faute d'avoir compris, la journée précédente, que la principale attaque allemande était imminente, la plupart de ces réserves ne seraient pas arrivées à temps pour défendre la zone entre les deux systèmes de tranchées. Ceci était d'autant plus grave que la ligne d'arrêt n'avait pas de profondeur et pas assez de grands abris pour accueillir les troupes nécessaires à une forte contre-attaque frontale. En fin de soirée, il fut donc décidé qu'une attaque sur le flanc nord serait lancée le jour suivant.

#### Poursuite de l'offensive allemande vers Rotterdam et Anvers

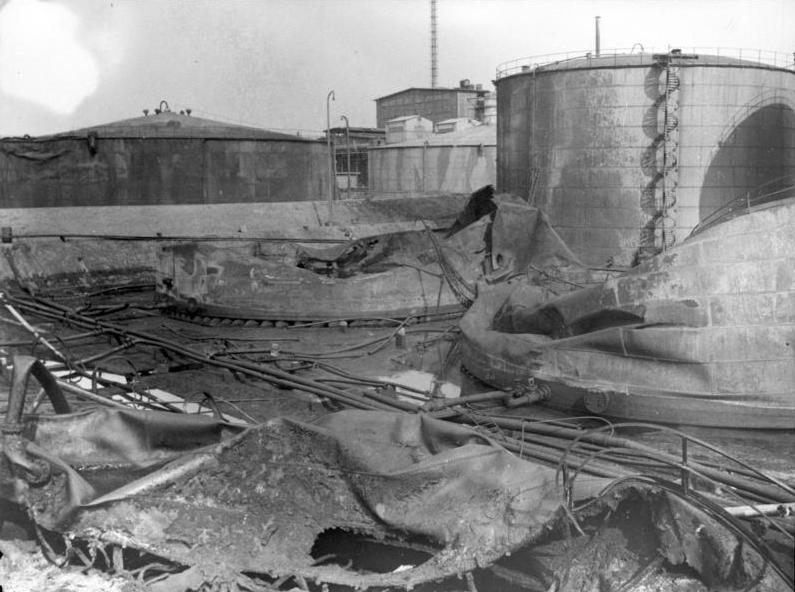
Incendie des citernes de carburant de la Royal Dutch Shell à Rotterdam, mai 1940.

Dans l'après-midi, le général Winkelman reçut des informations sur des forces blindées progressant dans la région de Langstraat, sur la route entre Bois-le-Duc et les ponts de Moerdijk. Il gardait toujours espoir que ces forces étaient françaises mais l'annonce faite à la radio de Brême, à 23 h, que des chars allemands avaient pris contact avec les parachutistes, détruisit ces espoirs. Enfin, il commençait à comprendre le plan allemand. Il ordonna aux batteries d'artillerie à Hoekse Waard d'essayer de détruire les ponts de Moerdijk et d'envoyer une équipe spéciale d'ingénieurs à Rotterdam pour faire sauter le Willemsbrug. Le pessimisme quant à la situation générale néerlandaise était si grave qu'il ordonna également que les vastes réserves stratégiques de la société pétrolière Royal Dutch Shell à Pernis soient incendiées. Au début de l'après-midi, le gouvernement néerlandais, après avoir été informé par Winkelman de ses préoccupations, demanda à Winston Churchill d'envoyer trois divisions britanniques pour renverser la vague mais le nouveau premier ministre répondit qu'il n'avait simplement pas de réserves ; toutefois, trois torpilleurs britanniques furent envoyés au lac d'IJssel.
À l'opposé, le commandement allemand était très satisfait. Il avait craint que le troisième jour de l'opération ne devienne un « jour de crise », le 26e corps d'armée allemand pouvant être confronté près de Breda à plusieurs forces françaises et belges ou peut-être même quelques divisions britanniques. Von Bock demanda un renfort d'un autre corps d'armée, ce qui fut refusé par le chef d'état-major Franz Halder. Il organisa alors au moins un Generalkommando, regroupement temporaire d'unités, pour cette situation stratégique complexe : à la fois combattre contre les Alliés et foncer à travers la forteresse Hollande en traversant les ponts de Moerdijk. Comme, au 12 mai, il n'y avait pas de crise se concrétisant, von Bock décida que le 26e corps d'armée serait chargé de poursuivre les Français vers le sud en direction d'Anvers pendant que d'autres forces dirigées par le nouveau Generalkommando XXXIX, sous le commandement du général Rudolf Schmidt, avanceraient vers le nord avec la 254e division et le gros des effectifs de la 9. PzD, et de la SS Leibstandarte Adolf Hitler.

#### Évacuation des dernières unités néerlandaises de Frise
Dans le nord, la position Wons formait une tête de pont à l'extrémité orientale de la digue Dike. Elle avait un long périmètre, d'environ neuf kilomètres, assez étendue pour recevoir un grand nombre de troupes en retraite sans les rendre trop vulnérables à une attaque aérienne. Au 12 mai, les unités de défense, avec une force combinée de deux bataillons, étaient toujours présentes sur une ligne faiblement organisée. Ceci fut exploité par la première unité allemande à arriver sur place, le seul bataillon à bicyclette de la 1. Kavalleriedivision. À midi, une attaque concentrée rapidement pénétra la ligne : les défenseurs furent obligés de se retirer vers la digue Dike. Pour certains, la voie d'évacuation était déjà coupée par l'avance allemande : ils se rabattirent sur le petit port de Makkum et s'embarquèrent sur les derniers bateaux sur la côte orientale du lac IJssel. Les Allemands, faute de bateaux, durent renoncer à leur tentative de passage. Par crainte d'un tel débarquement, Winkelman ordonna la mise en défense improvisée de la « position Amsterdam » le long du canal de la mer du Nord, mais il n'avait que peu de forces disponibles.

### 13 mai

#### Débordement de la forteresse Hollande, évacuation de la famille royale et du gouvernement
Au début de la matinée du 13 mai, le général Henri Winkelman informa le gouvernement néerlandais qu'il considérait la situation générale comme extrêmement critique. Sur terre, les Néerlandais avaient été coupés du front allié et il était devenu évident qu'aucun débarquement allié n'était à prévoir pour renforcer la forteresse Hollande par la mer : sans cette aide, il n'y avait pas de perspective de prolonger la résistance avec succès. Aussi, les chars allemands pourraient rapidement passer par Rotterdam et déjà Winkelman avait ordonné que toutes les armes antichars soient placées dans un périmètre autour de La Haye, afin de protéger le siège du gouvernement. Toutefois, un effondrement immédiat des défenses hollandaises pouvait encore être évité si les contre-attaques planifiées fermaient le front sud près de Dordrecht et rétablissaient la ligne Grebbeberg sur le flanc oriental Par conséquent, le cabinet décida de poursuivre le combat pour le moment, donnant au général le mandat de se rendre avec l'armée quand il le jugerait opportun et d'éviter ainsi d'inutiles sacrifices.
Selon la Constitution, la reine Wilhelmine des Pays-Bas faisait partie du gouvernement, son départ confrontait le cabinet au choix de la suivre ou de rester. Après de vifs débats, il fut décidé de partir également : les ministres partirent à 17 h 20 de Hoek van Holland sur le HMS Windsor (en), après avoir conféré au général Winkelman l'autorité gouvernementale sur l'ensemble du pays, pour finalement former un gouvernement en exil à Londres. Il était jugé essentiel que la reine soit mise en sécurité. Elle devait quitter vers midi la ville de Hoek van Holland où un bataillon des Welsh Guards était présent, en s'embarquant sur le destroyer britannique HMS Hereward : comme les champs de mines marines rendaient trop dangereuse une escale en Zélande, la reine et le gouvernement se dirigèrent directement vers Angleterre . Trois navires marchands escortés par la marine de guerre transportaient la réserve de monnaie métallique et de diamants
Le soir précédent, comme cela avait été organisé avant l'invasion, la princesse héritière Juliana, avec son mari le prince Bernhard zur Lippe Biesterfeld et leurs enfants, avaient quitté IJmuiden sur le HMS Codrington (en) pour Harwich.

#### Derniers combats autour de Dordrecht
Tandis que deux compagnies de chars de la 9. PzD continuaient leur avance avec le 26e corps pour poursuivre la retraite française,, leurs deux compagnies de commandement avec le reste des chars entreprenaient de traverser le pont de Moerdijk à 5 h 20. Les Néerlandais firent quelques tentatives pour entraver leur avance. Le dernier bombardier moyen opérationnel, un Fokker T.V, largua vers 6 h deux bombes sur le pont : une toucha un pilier du pont mais n'explosa pas et le bombardier fut abattu. Les batteries néerlandaises à Hoekse Waard, malgré les attaques de bombardiers en piqué, essayèrent de détruire le pont par des tirs d'artillerie mais la structure massive ne fut que légèrement endommagée. Un effort d'inonder l'île de Dordrecht échoua car l'entrée des écluses était trop étroite.
La division légère essaya de couper le couloir allemand en avançant vers l'ouest, vers le terminal du ferry-boat sur le Dordtsche Kil. Toutefois, deux des quatre bataillons engagés furent perdus dans une tentative avortée pour reconquérir la banlieue de Dordrecht. Lorsque les deux autres bataillons s'approchèrent de la route principale, ils furent accueillis par une tête de colonne de quelques dizaines de chars allemands : l'avant-garde des troupes néerlandaises, n'ayant pas été informée de leur présence, prit les drapeaux rouges utilisés sur leurs superstructures pour la reconnaissance aérienne, pour des drapeaux orange qu'auraient pu utiliser des véhicules français pour indiquer leurs intentions amicales — l'orange étant vu par les Néerlandais comme leur couleur nationale, celle de la maison d'Orange-Nassau — et coururent vers les véhicules pour les accueillir ; ils comprirent leur erreur quand ils furent fauchés. Les bataillons, déjà chancelants en raison d'un bombardement, fuirent vers l'est. La déroute fut évitée par le tir direct d'une batterie AP de 47 mm et de 75 mm qui détruisit deux Panzer II, après quoi le reste des chars allemands se replia.
La division légère exécuta sans obstacle un retrait ordonné vers Alblasserwaard autour de 13 h. En début d'après-midi, huit chars réduisirent la tête de pont du ferry. Une compagnie de chars essaya de prendre seule la vieille ville de Dordrecht, sans l'appui de l'infanterie : elle franchit audacieusement des barricades avant d'être repoussée dans de violents combats de rue où deux PzKpfw furent détruits et trois autres chars lourdement endommagés. Toutes les troupes néerlandaises furent toutefois retirées de l'île pendant la nuit.
Les forces blindées allemandes avancèrent vers le nord sur le pont Dordrecht sur l'île IJsselmonde. Quatre chars, trois PzKpfw II et un Panzerkampfwagen III de la section du personnel du 1er bataillon de chars, prirent d'assaut le pont Barendrecht près de Hoekse Waard mais tous furent perdus par un seul canon antichar de 47 mm. Bien que les Allemands n'aient pas poursuivi leur attaque, ce secteur fut également abandonné par les troupes néerlandaises.

#### Derniers combats à Rotterdam

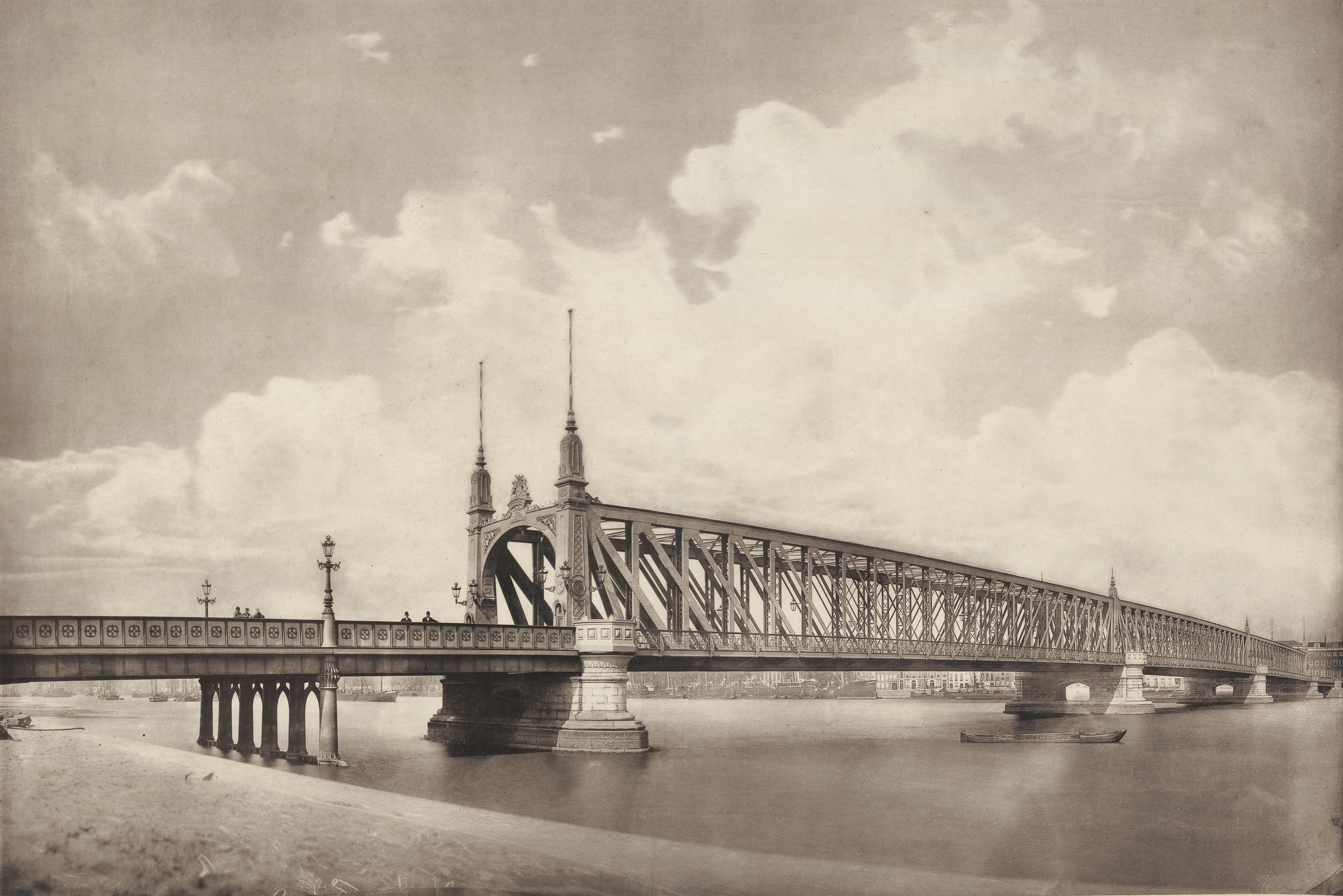
Le Willemsbrug peu de temps après son ouverture en 1878, vu de Noordereiland. Un nouveau pont a été achevé à proximité en 1981, et celui-ci fut démoli.

À Rotterdam une dernière tentative fut faite pour faire sauter le Willemsbrug. Le commandant du 2e bataillon des Welsh Guards à Hoek van Holland refusa d'y participer comme étant en dehors du champ d'application de ses ordres. Deux compagnies néerlandaises, l'une d'entre elles de la marine néerlandaise, prirent d'assaut la tête de pont. Le pont fut atteint et le reste des cinquante défenseurs allemands, retranché dans l'immeuble en face d'eux, était sur le point de se rendre lorsque l'attaque fut abandonnée en raison d'un tir nourri sur leur flanc depuis l'autre côté de la rivière.

#### Blocage de l'avance allemande au nord
À la bouche nord du lac IJssel, le major-général Kurt Feldt, commandant de la 1.KD, reçut la mission délicate d'avancer sur la digue Dike malgré un manque de navires. Il fut bloqué par la position du Kornwerderzand qui protégeait un important complexe d'écluse régularisant le niveau d'eau du lac IJssel, qui devait être suffisamment élevé pour permettre l'inondation de la forteresse Hollande. Les fortifications principales contenaient des canons antichars de 55 mm. Devant et derrière les écluses, à droite et à gauche, le long des quais à gauche du canal, des casemates permettaient de placer un agresseur sous un lourd tir d'enfilade sans la moindre couverture. Le 13 mai, la position fut renforcée par une pièce de batterie antiaérienne de 20 mm. Feldt avait l'intention de détruire d'abord la position par une pièce d'artillerie de siège mais le train qui la transportait avait été bloqué le 10 mai par la destruction d'un pont de chemin de fer à Winschoten. Plusieurs attaques aériennes, le 13 mai, eurent peu d'effet ; dans l'après-midi cinq sections cyclistes essayèrent d'aborder les principaux complexes de bunkers sous le couvert d'un bombardement d'artillerie mais, très vite, elles prirent la fuite après s'être fait tirer dessus, sauf la première qui, prise en enfilade et ne pouvant reculer, ne se replia qu'à la nuit tombée en laissant derrière elle quelques morts.

#### Fin de la ligne Grebbe et dislocation des dernières lignes néerlandaises
Dans l'est, les Allemands essayèrent de surmonter la résistance de la ligne Grebbe par le déploiement de l'autre division de la X.AK, la 227.Infanteriedivision, qui devait briser une deuxième attaque à proximité de l'axe Scherpenzeel où une route d'approche hors inondation avait été découverte. La ligne était défendue par la 2e division d'infanterie néerlandaise. Deux régiments attaquèrent simultanément, dans des secteurs adjacents. Cependant, alors que le régiment sur la droite, le 366.Infanterieregiment, s'était déjà positionné pour l'attaque, l'autre, le 412.Infanterieregiment, fut retardé par le tir sur ses flancs d'avant-postes néerlandais dont l'emplacement n'avait pas été correctement repéré. Au total, le régiment de réserve ne réalisa qu'une faible avance contre la ligne de l'avant-poste. Pendant ce temps, le 366.IR était en attente : il fut pilonné par une concentration d'artillerie néerlandaise et dut se retirer, ce qui entraîna un échec complet de l'attaque effectuée par la 227.ID.
À l'extrême sud de la ligne Grebbeberg, au cours de la soirée et de la nuit, les Néerlandais avaient réuni une dizaine de bataillons pour une contre-attaque destinée à reprendre la ligne principale. Ces forces étaient composées de réserves de plusieurs bataillons de corps d'armée, de divisions et de brigades, et de la brigade B indépendante, qui avaient été libérées lorsque la principale ligne de défense Land van Maas en Waal (nl) fut abandonnée dans le cadre du retrait du IIIe corps d'armée au Brabant-Septentrional. Cependant, toutes ces unités ne s'étaient pas concentrées dans un seul effort. Certains bataillons furent envoyés immédiatement dans la bataille sur la ligne d'arrêt, d'autres gardés en réserve, surtout derrière la ligne de repli à proximité du chemin de fer de Rhenen, et quatre devaient être utilisés, sous le commandement de la Brigade B, pour une attaque de flanc depuis le nord. Cette attaque avait été retardée de plusieurs heures et quand elle commença, à la fin de la matinée du 13 mai, elle se trouva au contact de l'avance simultanée de deux bataillons de la Der Führer. La brigade, ignorant les intentions néerlandaises, déplaça son axe d'attaque vers le nord pour avancer jusqu'à la ligne Grebbe par-derrière. Un combat confus s'ensuivit dans lequel l'avant-garde des troupes néerlandaises, mal soutenue par son artillerie, commença, vers 12 h 30, à se replier devant l'avance des troupes SS. Bientôt, il en résulta un retrait général de la brigade qui se transforma en une déroute lorsque la zone Grebbeberg fut bombardée à 13 h 30 par 27 Ju 87 Stukas.
Pendant ce temps, à Grebbeberg même, la 207.Infanteriedivision fut engagée pour la première fois lorsque deux bataillons de son 322.Infanterieregiment attaquèrent la ligne d'arrêt. La première vague d'attaquants allemands fut repoussée avec de lourdes pertes mais une seconde vague réussit à fragmenter la ligne de tranchées qui fut prise après de violents combats. Le régiment procéda ensuite au ratissage de la zone à l'ouest, retardé par la résistance de plusieurs postes de commandement néerlandais. Mais il se retira en fin d'après-midi, tout comme les bataillons SS plus au nord, pour être redéployé pour une nouvelle attaque : après un bombardement d'artillerie de préparation, il fut déplacé sur une position plus à l'ouest afin de prendre à revers la ligne Rhenen et le village d'Achterberg. Cependant, ces préparatifs s'avérèrent superflus : la défense de la forteresse Hollande s'était déjà écroulée.
Le même bombardement de Stuka qui avait mis en déroute la Brigade B avait également brisé le moral des réserves stationnées à Rhenen : celles-ci, dans la matinée, avaient déjà montré de graves problèmes de discipline, les unités se désagrégeant et quittant le champ de bataille en raison du tir d'interdiction allemand. En fin d'après-midi, la plupart des hommes de la 4e division d'infanterie fuyaient vers l'ouest. Les Allemands s'attendaient à ce que les Néerlandais cherchent à combler la brèche : le commandement néerlandais songeait à envoyer deux régiments du 3e corps d'armée pour rétablir la ligne de défense mais il avait tellement perdu l'initiative de la manoeuvre qu'il dut y renoncer. Une brèche de 8 km de large s'était formée dans la ligne : craignant l'encerclement, Van Voorst tot Voorst ordonna à 20 h 30 que les trois corps d'armée renoncent à la fois à la ligne Grebbe et à la position de la ligne Waal et se retirent durant la nuit vers la ligne de défense orientale de la forteresse Hollande, la nouvelle ligne d'eau. Les Allemands n'avaient pas encore entièrement exploité leur succès mais, vers 21 h, il devint évident que pour eux que la défense Grebbeberg n'existait plus et qu'ils ne rencontraient plus aucune résistance à leur avance.

#### Défense franco-néerlandaise en Zélande
Le 13 mai, les troupes néerlandaises de Zélande furent placées sous le commandement opérationnel français et la 68e division d'infanterie fut transférée à la 7e armée. La coopération entre les deux alliés laissait beaucoup à désirer et souffrait de mauvaises communications, de malentendus et des différences en matière de stratégie.
Les Néerlandais considéraient que les lignes Bath et Zanddijk étaient très défendables en raison du paysage ouvert des polders et des inondations étendues. Cependant, les Français n'étaient pas convaincus de la valeur et du positionnement de leurs troupes sur des obstacles visibles. Dans la soirée du 13 mai, le 271e de la 60e division d'infanterie occupait le canal de Zuid-Beveland et le 224e de la 68e Division a pris position en ligne droite de Sloe séparant l'île de Walcheren de Zuid-Beveland, même s'il n'avait pas suffisamment de temps pour creuser des tranchées adéquates. Cela empêcha une concentration effective des forces alliées, ce qui permit aux Allemands, les jours suivants, de les battre au coup par coup malgré leur infériorité numérique.

### 14 mai

#### Opérations autour de l'IJsselmeer et évacuation de la ligne Grebbe

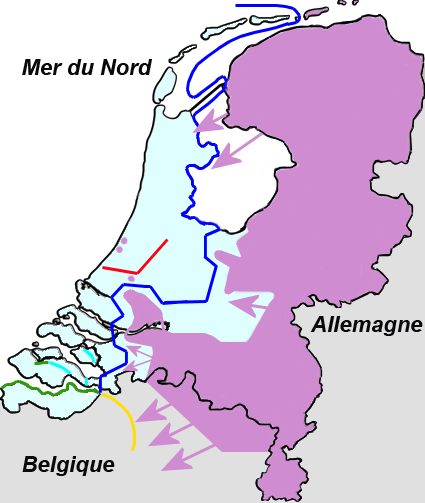
Situation néerlandaise juste avant le bombardement de Rotterdam.
Emplacement des lignes de défense hollandaises et de la zone où les troupes néerlandaises sont présentes
Forte ligne de défense hollandaise contre les blindés
Défenses néerlandaises en Zélande
Ligne de défense belge
Défenses françaises aux Pays-Bas
Emplacement des troupes allemandes ainsi que des zones sous contrôle allemand

Malgré son pessimisme exprimé au gouvernement néerlandais et le mandat qui lui avait été donné de se rendre avec l'armée, le général Winkelman attendait l'issue des événements, en évitant effectivement de capituler jusqu'à ce que cela soit absolument nécessaire. En cela, il était peut-être motivé par le désir de s'opposer aux troupes allemandes le plus longtemps possible, pour aider l'effort de guerre des Alliés. Dans la matinée du 14 mai, si la situation restait critique, un certain calme était évident au quartier général néerlandais.
Dans le nord, le bombardement de l'artillerie allemande sur la position Kornwerderzand commença à 9 h. Cependant, les batteries allemandes durent abandonner leur position lorsque les canons de 150mm du HNLMS Johan Maurits van Nassau qui naviguait dans la mer des Wadden ouvrirent le feu sur eux. Feldt était décidé à débarquer sur la côte de la Hollande-Septentrionale. Quelques barges furent trouvées, mais seulement après la capitulation néerlandaise : le passage fut effectivement exécuté avec un résultat peu concluant, Lors de cette opération, une des barges coulant en route et les autres perdant leur chemin.
Dans l'est, sous le couvert du brouillard au sol, l'armée s'était retirée avec succès de la ligne Grebbe sans être bombardée comme on l'avait craint, et s'était dégagée progressivement de la poursuite des troupes ennemies. La nouvelle position avait pourtant de graves inconvénients : les inondations n'étaient pour la plupart pas encore prêtes et les travaux de terrassement et de risbermes nécessaires - parce que les tranchées seraient inondées dans la tourbe - n'avaient pas encore été faits. Aussi les défenses durent être improvisées pour accueillir un nombre beaucoup plus important de troupes.

#### Bombardement et capitulation de Rotterdam
À IJsselmonde, les forces allemandes se préparaient à traverser la Meuse à Rotterdam, qui était défendue par environ huit bataillons néerlandais. Le passage serait tenté dans deux secteurs. L'attaque principale aurait lieu dans le centre de la ville, avec la 9e Panzer Division allemande avançant sur le pont Willemsbrug. Puis la SS-Leibstandarte Adolf Hitler devait traverser pour opérer sur sa gauche immédiate et, à l'est de Rotterdam, un bataillon du 16e régiment d'infanterie de la 22.Luftlandedivision devait traverser sur des bateaux. Ces attaques auxiliaires pourraient empêcher une concentration des forces néerlandaises, ainsi que le blocage de l'avance de la 9e Panzer Division à travers les zones d'agglomération dense entrecoupées de canaux. Compte tenu de ces conditions et des moyens limités disponibles, il y avait un accent majeur pour un appui aérien. Déjà le 13 mai, von Küchler, craignant que les Britanniques ne viennent renforcer la forteresse Hollande, avait donné pour instruction à Schmidt d'annihiler la résistance à Rotterdam par tous les moyens, si nécessaire en menaçant la ville d'anéantissement (Vernichtung) et en exécutant cette menace. En cela, il relayait les instructions venues du plus haut niveau de commandement ; Hitler lui-même, dans la Führer-Weisung Nr.11 (directive du Führer no 11), ordonnait : « Sur l'aile nord, l'aptitude de l'armée néerlandaise à résister s'est avérée plus forte que ce qui avait été prévu. Politiquement, ainsi que militairement, cela demande de briser rapidement cette résistance. […] En outre, la conquête rapide de la forteresse Hollande sera facilitée par un affaiblissement délibéré de la force aérienne utilisée par la Sixième Armée ». La Kampfgeschwader 54, utilisant des bombardiers Heinkel He-111, fut transférée de la 6e vers la 18e armée.

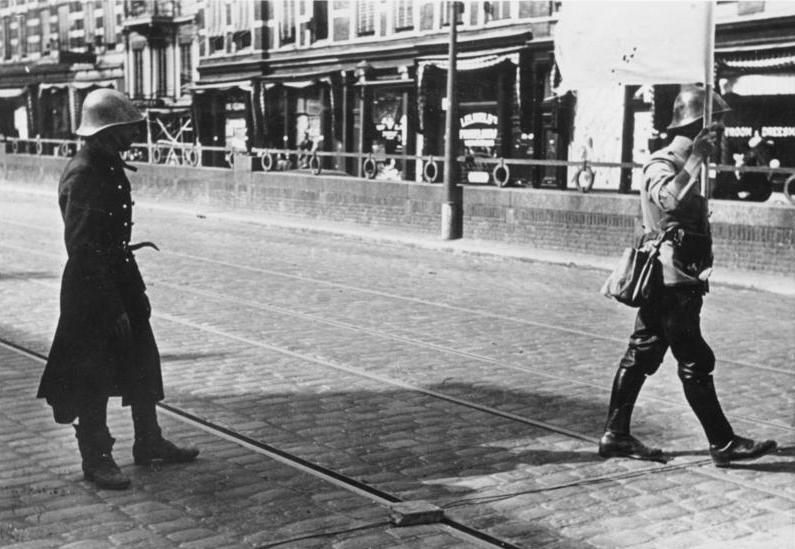
Ouvrant la marche au colonel Scharroo, qui est accompagné du capitaine Backer, pour présenter la reddition de Rotterdam, l'adjudant-chef van Ommering arrive sur l'île du Nord en agitant un drapeau blanc. La photographie a été prise sur l'accès sud du pont Willem, le 14 mai, à 15 heures 45 environ, une demi-heure avant l'expiration du deuxième ultimatum. Le bombardement vient d'avoir lieu.

Les généraux Kurt Student et Schmidt souhaitaient une attaque limitée afin de paralyser temporairement les défenses pour permettre aux chars de sortir de la tête de pont : une grave destruction urbaine devait être évitée car elle ne ferait, selon eux, que nuire à leur avance. Toutefois, le commandant de la Luftwaffe Hermann Göring, inquiet du sort de ses troupes aéroportées encerclées, espérait forcer une capitulation néerlandaise immédiate par un bombardement beaucoup plus vaste. Son chef des opérations, le général Otto Hoffmann von Waldau, décrit cette option comme une « solution radicale » (Radikallösung) malgré les réticences d'Albert Kesselring sur sa portée et sa nécessité. À 11 h 45, vingt bombardiers Heinkel décollèrent pour laisser tomber un tapis de bombes sur le centre-ville de Rotterdam.
À 9 h, un messager allemand franchit le Willemsbrug pour porter un ultimatum de Schmidt au colonel Pieter Scharroo (nl), commandant néerlandais à Rotterdam, exigeant une capitulation de la ville si une réponse positive n'avait pas été reçue dans les deux heures, « les moyens les plus sévères d'anéantissement » seraient employés. Toutefois, Scharroo ne reçut pas le message avant 10 h : ne souhaitant pas se rendre sous sa propre responsabillité, il demanda alors à Winkelman des instructions ; ce dernier, apprenant que le document n'était pas signé et ne contenait pas le nom de l'expéditeur, chargea Scharroo d'envoyer un émissaire néerlandais pour clarifier les choses et gagner du temps. À 12 h 15, un capitaine néerlandais remit cette demande à von Choltitz. Au retour de l'envoyé allemand, à 12 h, Schmidt avait déjà envoyé un message radio pour que le bombardement soit reporté parce que les négociations avaient commencé. Juste après, l'envoyé néerlandais reçut un deuxième ultimatum, désormais signé par Schmidt et avec un nouveau temps d'expiration pour 16 h 20. Autour de 13 h 20, deux formations de Heinkel arrivaient, n'ayant pas reçu l'ordre de rappel. Pour se justifier plus tard, les Allemands expliquèrent qu'ils avaient déjà démonté et rangé dans les remorques leurs antennes. Schmidt ordonna de tirer des fusées rouges de signalisation pour indiquer que le bombardement était interrompu mais seul l'escadron qui était en train de lâcher ses bombes, venant du sud-ouest, abandonna son attaque après le largage de leurs bombes par les trois premiers avions. Les 54 autres Heinkel, s'étant approchés de l'est, continuèrent à lâcher les leurs pour un grand total de 1 308 bombes, détruisant la ville et tuant 814 civils. Les incendies qui ont suivi le bombardement de Rotterdam, détruisirent environ 24 000 maisons, laissant près de 80 000 habitants sans abri.
À 15 h 50, Scharroo capitula devant Schmidt en personne. Pendant ce temps, Goering avait ordonné un second bombardement de la ville — un groupe d'Heinkel avait déjà décollé — à réaliser si aucun message n'annonçait que l'ensemble de Rotterdam était occupé. Lorsque Schmidt reçut l'ordre, il s'empressa d'envoyer un message non codé à 17 h 15 signalant que la ville avait été prise, bien que cela n'ait pas encore eu lieu. Les bombardiers furent rappelés juste à temps.

## La reddition

### Décision de reddition de l'armée néerlandaise

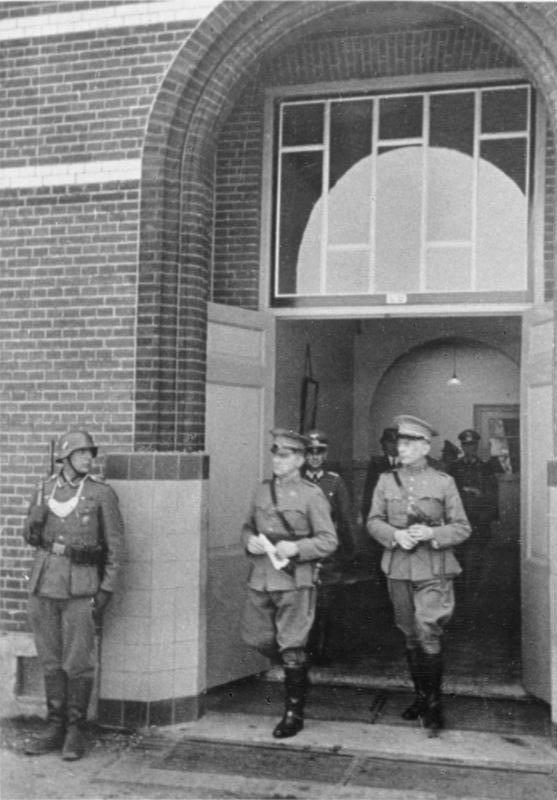
Winkelman, au centre, quitte l'établissement scolaire dans lequel les négociations ont eu lieu.

Au début Winkelman avait l'intention de continuer le combat, même si Rotterdam avait capitulé et que les forces allemandes à partir de là, pouvaient maintenant avancer au cœur de la forteresse Hollande. La possibilité de bombardements de terreur a été prise en considération avant l'invasion et n'avait pas été considérée comme un motif de capitulation immédiate, les dispositions avaient été prises pour la poursuite d'un gouvernement efficace, même après la destruction urbaine généralisée. Le périmètre autour de La Haye pourrait encore repousser une attaque blindée et la nouvelle ligne d'eau Hollande avait une certaine capacité de défense, bien qu'elle pourrait être attaquée par derrière, il faudrait aux Allemands du temps pour déployer leurs forces dans le paysage difficile des polders. Toutefois, il ne tarda pas à recevoir un message du colonel Eduard Cuno Willem, baron van Voorst Tot Voorst, le commandant de la ville d'Utrecht, que les Allemands exigeaient sa capitulation ; des tracts de propagande avaient été lâchés par des avions annonçant qu'une reddition inconditionnelle pourrait « l'épargner du sort de Varsovie ». Winkelman conclut qu'apparemment ceci deviendrait la politique allemande de dévaster toute ville offrant la moindre résistance ; puisque son mandat consistait à éviter des souffrances inutiles et que la situation militaire néerlandaise était désespérée, il décida de se rendre. Toutes les unités reçurent l'ordre à 16 h 50 par télex d'abord de détruire leurs armes et ensuite d'offrir leur reddition aux unités allemandes. À 17 h 20, l'émissaire allemand à La Haye fut informé. À 19 h, Winkelman prononça un discours radiophonique pour informer la population néerlandaise de la reddition ; les troupes allemandes l'apprirent du même coup. Les troupes néerlandaises s'étaient généralement dégagées de l'ennemi et n'avaient pas encore pris contact.

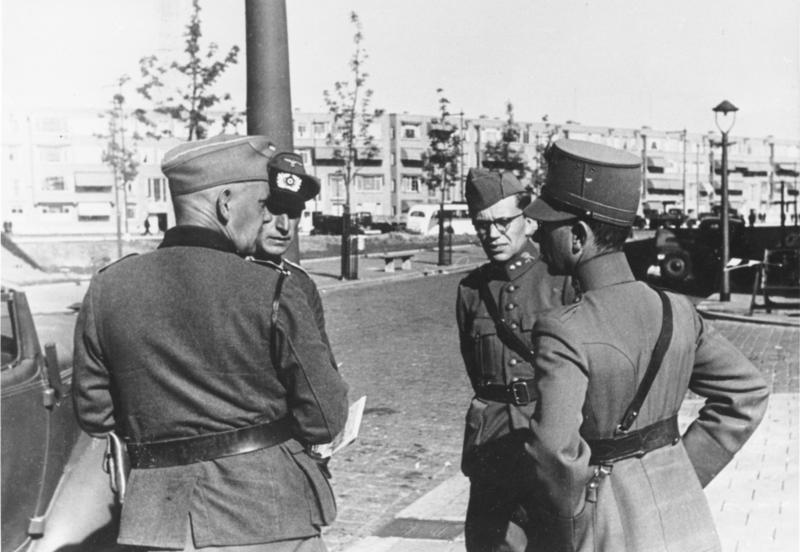
Des officiers allemands et néerlandais à Rotterdam (22 mai 1940).

Winkelman agissait à la fois en sa qualité de commandant de l'armée néerlandaise et chef du pays. Cela créa une situation quelque peu ambiguë.

### Évacuation de la flotte et accord final de reddition
Dans la matinée du 14 mai, le commandant de la Marine royale néerlandaise, le vice-amiral Johan Furstner (en), avait quitté le pays pour continuer le combat car les navires de la marine néerlandaise n'étaient pas inclus dans la reddition. Huit navires et quatre ayant les ponts inachevés, étaient déjà partis, certains petits navires furent sabordés et neuf voguaient vers l'Angleterre au soir du 14 mai. Le HNLMS Johan Maurits van Nassau fut coulé par des bombardiers allemands pendant la traversée. Le commandant de la principale base de la marine néerlandaise du Helder, le contre-amiral Hoyte Jolles (nl), soutenait que sa base, avec une garnison navale de 10 000 hommes, sa propre force aérienne et un vaste périmètre défensif du côté de la terre, devrait continuer à résister. Non sans mal, Winkelman le convainquit d'obéir à l'ordre de reddition. Une grande partie de l'armée néerlandaise était également réticente à croire ou accepter la reddition, en particulier ceux des unités qui avaient combattu chaudement, comme le 3e et 4e corps d'armée et la brigade A.
À 5 h, le 15 mai, un messager allemand est parvenu à La Haye, en invitant Winkelman à Rijsoord pour une réunion avec von Küchler pour négocier les articles d'un document écrit de capitulation. Les deux hommes s'entendirent rapidement sur la plupart des conditions, Winkelman déclarant avoir cédé l'armée, les forces navales et aériennes. Lorsque von Küchler exigea que les pilotes se battant pour les Alliés soient traités comme des franc-tireurs (combattants de la guérilla en dehors des lois de la guerre), Winkelman refusa en déclarant clairement au Allemands que seules les forces armées dans le pays capitulaient, non le pays lui-même. Sur d'autres points un accord rapide fut atteint et le document fut signé à 10 h 15.

## Derniers combats en Zélande

### Jusqu'au 14 mai
La province de Zélande n'était pas comprise dans la reddition : aussi les combats continuèrent dans un effort allié commun avec les troupes françaises. Les forces néerlandaises dans la province étaient composées de huit bataillons complets de l'armée et de troupes de la marine. Ils étaient commandés par le contre-amiral Hendrik-Jan van der Stad qui, s'il n'avait pas été un officier de marine, aurait été subordonné directement à Winkelman. Le secteur était sous l'autorité de la Marine en raison de la prédominance du port naval de Flessingue sur l'île de Walcheren qui contrôlait l'accès vers Anvers par l'intermédiaire de l'Escaut occidental. Les îles du nord de la province étaient presque sans défense en dehors de quelques pelotons et la défense de la Flandre zélandaise. La partie néerlandaise de la Flandre avait été largement laissé aux Alliés. Les principales forces armées néerlandaises étaient concentrées à Zuid-Beveland, la péninsule à l'est de Walcheren, pour empêcher l'ennemi d'approcher par cette route qui va vers Flessingue. Zuid-Beveland était relié à la côte du Nord-Brabant par un isthme ; à sa partie orientale et plus étroite, vers la fin de la ligne Bath, une position avait été préparée et occupée par un bataillon d'infanterie. À son extrémité occidentale, se situait Zanddijk (nl), la plus longue position, occupé par trois bataillons.
Le 13 mai, les dernières forces néerlandaises en Flandre zélandaise furent placées sous commandement français. En raison de la difficulté de regrouper les forces sur les positions défensives, le général Pierre-Servais Durand (sl), qui commandait les forces françaises le long du canal de Zuid-Beveland, rejeta la proposition néerlandaise de prolonger la résistance en utilisant les canaux et inondations et ordonna une retraite   .
Le 14 mai, les Allemands occupèrent la quasi-totalité du Brabant-Septentrional. La SS-Standarte Deutschland, passa rapidement l'Escaut occidental et atteignit la ligne Bath. Ceci coupa la retraite du 27e groupe de reconnaissance de division d'infanterie qui ensuite fut détruit en défendant Berg-op-Zoom. Le moral des défenseurs, déjà ébranlé par des recits de troupes néerlandaises fuyant à l'ouest, fut gravement compromis par la nouvelle que Winkelman s'était rendu : beaucoup conclurent qu'il était inutile de continuer à résister. Un premier bombardement d'artillerie préliminaire sur la ligne, dans la soirée du 14 mai, amena les officiers néerlandais à fuir en abandonnant leurs troupes qui tardèrent pas à fuir à leur suite.

### Du 15 au 27 mai
Dans la matinée du 15 mai, la SS-Standarte Deutschland approchait de la ligne Zanddijk. Une première attaque autour de 8 h sur les avant-postes du secteur nord fut d'abord repoussée car les Allemands, soutenus par des frappes aériennes de bombardiers en piqué, tentaient d'avancer sur une digue étroite à travers les polders inondés. Toutefois, le bombardement sur des bataillons tenant les positions principales les incita à s'enfuir, et toute la ligne dut être abandonnée vers 14 h, bien que la partie sud ait eté appuyée par le torpilleur français l’Incomprise.
Le 16 mai, la SS-Standarte Deutschland, quelques kilomètres à l'ouest de la ligne Zanddijk, s'approcha du canal à travers Zuid-Beveland, où le 271e régiment d'infanterie français était présent, partiellement retranché et maintenant renforcée par les trois bataillons néerlandais en retraite. Dans la matinée, un bombardement aérien mit en déroute les défenseurs avant que l'attaque au sol ne débute : les premiers Allemands traversèrent vers 11 h ce qui conduisit à un effondrement complet. Une tentative dans la soirée du même jour pour forcer le pont-barrage de 800 mètres de long à Sloe, sur lequel la plupart des troupes françaises avaient fui vers Walcheren, se solda par un échec. Le 16 mai, l'île de Tholen fut prise après une faible résistance ; le 17 mai, Schouwen-Duiveland tomba.
Les commandants des troupes néerlandaises du Sud-Beveland refusèrent de capituler selon l'ordre de leur état-major, menaçant le flanc allemand, mais leur attaque de nuit le 17 mai à 3 h à travers le barrage de Sloe échoua et les Allemands exigèrent la capitulation de l'île puis, face au refus des Néerlandais, envoyèrent un « tapis de bombes » sur Arnemuiden, Flessingue et aussi à Middelbourg, capitale de la province, bien que celle-ci fût totalement sans défense. Ce pilonnage démoralisa les défenseurs de l'île, en grande partie français, et les Allemands réussirent à établir une tête de pont vers midi. Le peu de troupes néerlandaises présentes à Walcheren, environ trois compagnies, furent submergées. Dans la soirée, les empiétements allemands menaçaient les forces françaises qui se retirèrent vers Flessingue. La bravoure de la brigade du général Marcel Deslaurens qui couvrit cette retraite, dans laquelle il fut tué, permit à la plupart des troupes d'être évacuées du secteur de l'Escaut occidental.
Après que le Beveland-du-Nord se fut rendu le 18 mai, la Flandre zélandaise fut la dernière partie du territoire néerlandais à être occupée. Sur l'ordre du commandement français, toutes les troupes présentes, y compris néerlandaises, firent retraite le 19 mai sur Ostende en Belgique. Le 27 mai toute la Flandre zélandaise était occupée.

## Conséquences
Après la défaite néerlandaise, la reine Wilhelmine des Pays-Bas établit un gouvernement en exil en Angleterre. L'occupation allemande commence officiellement le 17 mai 1940 et met en place un gouvernorat provisoire (les Pays-Bas devant, à terme, être définitivement intégrés au Reich allemand), le Reichskommissariat Niederlande. Elle durera cinq ans avant que le pays ne soit libéré et coûtera la vie à 300 000 Néerlandais.

### Filmographie
- Opération Amsterdam de Michael Mc Carthy, en noir et blanc et sous-titré en français, MGM, 1959, ASIN B00008PC11.